# ATP Tour 2023
ATP Tour 2023 představoval 54. ročník nejvyšší úrovně mužského profesionálního tenisu, hraný v roce 2023. Sezóna okruhu trvajícího od 29. prosince 2022 do 27. listopadu 2023 zahrnovala šedesát osm turnajů, až na výjimky organizovaných Asociací profesionálních tenistů (ATP). Celkové sezónní odměny okruhů ATP Tour a ATP Challenger Tour dosáhly rekordní částky 217,9 milionu dolarů (cca 5 miliard korun).
Okruh zahrnoval čtyři Grand Slamy pořádané Mezinárodní tenisovou federací (ITF), devět událostí kategorie ATP Tour Masters 1000, třináct turnajů kategorie ATP Tour 500, třicet sedm z úrovně ATP Tour 250 a závěrečné Next Generation ATP Finals pro nejlepší tenisty do 21 let a turínský Turnaj mistrů. Součástí sezóny byly tradičně i týmové soutěže, Davisův pohár, vancouverský Laver Cup a úvodní ročník australské smíšené soutěže United Cup. Délka Mastersů v Římě, Madridu a Šanghaji se s navýšením z 56 na 96 singlistů prodloužila z osmi na dvanáct dní. Obnovený Hopmanův pohár, hraný poprvé od roku 2019 ve formátu šesti týmů, nebyl do kalendáře sezóny zahrnut. Jeho novým dějištěm se v červencovém termínu stalo Nice namísto Perthu. Vítězem se stalo Chorvatsko po finálové výhře nad Francií.
Poprvé od sezóny 2019 se na okruh vrátily turnaje v Číně, které se v letech 2020 až 2022 nekonaly pro proticovidová omezení. Kvůli invazi Ruska na Ukrajinu během února 2022 zůstalo v platnosti rozhodnutí řídících organizací tenisu ATP, WTA a ITF s grandslamy o zrušení plánovaných turnajů na území Ruska a vyloučení ruských a běloruských reprezentací ze soutěží včetně Davis Cupu a United Cupu. Ruští a běloruští tenisté mohli nadále na okruzích startovat, ale do odvolání nikoli pod vlajkami Ruska a Běloruska. V první lednový týden ročník otevřely australské Adelaide International, indický Maharashtra Open a úvodní ročník týmové soutěže mužů a žen United Cup.
Ženskou obdobu mužského okruhu představoval WTA Tour 2023.

## Chronologický přehled turnajů
Chronologický přehled uvádí turnajovou listinu okruhu ATP Tour 2023 včetně dějiště, počtu hráčů, povrchu, kategorie a celkové dotace.
Legenda
Tabulky měsíců uvádí vítěze a finalisty dvouhry i čtyřhry a dále pak semifinalisty a čtvrtfinalisty dvouhry. Zápis –D/–Q/–Č/–X uvádí počet hráčů dvouhry/hráčů kvalifikace dvouhry/párů čtyřhry/párů mixu. (ZS) – základní skupina.
| Grand Slam                 |
| ATP Finals                 |
| Next Generation ATP Finals |
| ATP Tour Masters 1000      |
| ATP Tour 500               |
| ATP Tour 250               |
| Týmové soutěže             |

### Leden
| Týden od            | Turnaj | Vítězové | Finalisté | Semifinalisté                         | Čtvrtfinalisté                                                           |
| ------------------- | --- | --- | --- | ------------------------------------- | ------------------------------------------------------------------------ |
| 2. ledna            | United Cup Brisbane, Perth, Sydney, Austrálie United Cup 7 500 000 $ – tvrdý – 18 týmů | Spojené státy 4–0 | Itálie | Polsko Řecko                          |                                                                          |
| 2. ledna            | Adelaide International I Adelaide, Austrálie ATP 250 642 735 $ – tvrdý – 32D/16Q/24Č dvouhra • čtyřhra | Novak Djoković 6–7(8–10), 7–6(7–3), 6–4 | Sebastian Korda | Daniil Medveděv Jošihito Nišioka      | Denis Shapovalov Karen Chačanov Jannik Sinner Alexei Popyrin             |
| 2. ledna            | Adelaide International I Adelaide, Austrálie ATP 250 642 735 $ – tvrdý – 32D/16Q/24Č dvouhra • čtyřhra | Lloyd Glasspool Harri Heliövaara 6–3, 7–6(7–3) | Jamie Murray Michael Venus | Daniil Medveděv Jošihito Nišioka      | Denis Shapovalov Karen Chačanov Jannik Sinner Alexei Popyrin             |
| 2. ledna            | Tata Open Maharashtra Puné, Indie ATP 250 713 495 $ – tvrdý – 28D/16Q/16Č dvouhra • čtyřhra | Tallon Griekspoor 4–6, 7–5, 6–3 | Benjamin Bonzi | Aslan Karacev Botic van de Zandschulp | Marin Čilić Pedro Martínez Filip Krajinović Maximilian Marterer          |
| 2. ledna            | Tata Open Maharashtra Puné, Indie ATP 250 713 495 $ – tvrdý – 28D/16Q/16Č dvouhra • čtyřhra | Sander Gillé Joran Vliegen 6–4, 6–4 | Sriram Baladži Džívan Nedunčežijan | Aslan Karacev Botic van de Zandschulp | Marin Čilić Pedro Martínez Filip Krajinović Maximilian Marterer          |
| 9. ledna            | Adelaide International II Adelaide, Austrálie ATP 250 642 735 $ – tvrdý – 28D/16Q/24Č dvouhra • čtyřhra | Kwon Sun-u 6–4, 3–6, 7–6(7–4) | Roberto Bautista Agut | Thanasi Kokkinakis Jack Draper        | Miomir Kecmanović Alejandro Davidovich Fokina Karen Chačanov Mikael Ymer |
| 9. ledna            | Adelaide International II Adelaide, Austrálie ATP 250 642 735 $ – tvrdý – 28D/16Q/24Č dvouhra • čtyřhra | Marcelo Arévalo Jean-Julien Rojer bez boje | Ivan Dodig Austin Krajicek | Thanasi Kokkinakis Jack Draper        | Miomir Kecmanović Alejandro Davidovich Fokina Karen Chačanov Mikael Ymer |
| 9. ledna            | ASB Classic Auckland, Nový Zéland ATP 250 713 495 $ – tvrdý – 28D/16Q/16Č dvouhra • čtyřhra | Richard Gasquet 4–6, 6–4, 6–4 | Cameron Norrie | Constant Lestienne Jenson Brooksby    | Laslo Djere David Goffin Quentin Halys Marcos Giron                      |
| 9. ledna            | ASB Classic Auckland, Nový Zéland ATP 250 713 495 $ – tvrdý – 28D/16Q/16Č dvouhra • čtyřhra | Nikola Mektić Mate Pavić 6–4, 6–7(5–7), [10–6] | Nathaniel Lammons Jackson Withrow | Constant Lestienne Jenson Brooksby    | Laslo Djere David Goffin Quentin Halys Marcos Giron                      |
| 16. ledna 23. ledna | Australian Open Melbourne, Austrálie Grand Slam 34 848 000 A$ – tvrdý 128D/128Q/64Č/32X dvouhra • čtyřhra • mix | Novak Djoković 6–3, 7–6(7–4), 7–6(7–5) | Stefanos Tsitsipas | Karen Chačanov Tommy Paul             | Sebastian Korda Jiří Lehečka Andrej Rubljov Ben Shelton                  |
| 16. ledna 23. ledna | Australian Open Melbourne, Austrálie Grand Slam 34 848 000 A$ – tvrdý 128D/128Q/64Č/32X dvouhra • čtyřhra • mix | Rinky Hijikata Jason Kubler 6–4, 7–6(7–4) | Hugo Nys Jan Zieliński | Karen Chačanov Tommy Paul             | Sebastian Korda Jiří Lehečka Andrej Rubljov Ben Shelton                  |
| 16. ledna 23. ledna | Australian Open Melbourne, Austrálie Grand Slam 34 848 000 A$ – tvrdý 128D/128Q/64Č/32X dvouhra • čtyřhra • mix | Luisa Stefaniová Rafael Matos 7–6(7–2), 6–2 | Sania Mirzaová Rohan Bopanna | Karen Chačanov Tommy Paul             | Sebastian Korda Jiří Lehečka Andrej Rubljov Ben Shelton                  |
| 30. ledna           | Davis Cup, kvalifikační kolo Rijeka, Chorvatsko – tvrdý (h) Tatabánya, Maďarsko – tvrdý (h) Taškent, Uzbekistán – tvrdý (h) Trevír, Německo – tvrdý (h) Cota, Kolumbie – antuka (h) Oslo, Norsko – tvrdý (h) La Serena, Chile – antuka Soul, Jižní Korea – tvrdý (h) Stockholm, Švédsko – tvrdý (h) Groningen, Nizozemsko – tvrdý (h) Espoo, Finsko – tvrdý (h) Maia, Portugalsko – antuka (h) | Vítězové kvalifikace Chorvatsko 3–1 Francie 3–2 Spojené státy 4–0 Švýcarsko 3–2 Velká Británie 3–1 Srbsko 4–0 Chile 3–1 Jižní Korea 3–2 Švédsko 3–1 Nizozemsko 4–0 Finsko 3–1 Česko 3–1 | Poražení kvalifikace Rakousko Maďarsko Uzbekistán Německo Kolumbie Norsko Kazachstán Belgie Bosna a Hercegovina Slovensko Argentina Portugalsko |                                       |                                                                          |

### Únor
| Týden od  | Turnaj | Vítězové                                                       | Finalisté                                  | Semifinalisté                               | Čtvrtfinalisté                                                                    |
| --------- | --- | -------------------------------------------------------------- | ------------------------------------------ | ------------------------------------------- | --------------------------------------------------------------------------------- |
| 6. února  | Córdoba Open Córdoba, Argentina ATP 250 713 495 $ – antuka – 28D/16Q/16Č dvouhra • čtyřhra                            | Sebastián Báez 6–1, 3–6, 6–3                                   | Federico Coria                             | Hugo Dellien Albert Ramos-Viñolas           | Juan Manuel Cerúndolo Tomás Barrios Vera João Sousa Francisco Cerúndolo           |
| 6. února  | Córdoba Open Córdoba, Argentina ATP 250 713 495 $ – antuka – 28D/16Q/16Č dvouhra • čtyřhra                            | Máximo González Andrés Molteni 6–4, 6–4                        | Sadio Doumbia Fabien Reboul                | Hugo Dellien Albert Ramos-Viñolas           | Juan Manuel Cerúndolo Tomás Barrios Vera João Sousa Francisco Cerúndolo           |
| 6. února  | Open Sud de France Montpellier, Francie ATP 250 630 705 € – tvrdý (h) – 28D/16Q/16Č dvouhra • čtyřhra                 | Jannik Sinner 7–6(7–3), 6–3                                    | Maxime Cressy                              | Holger Rune Arthur Fils                     | Grégoire Barrère Borna Ćorić Quentin Halys Lorenzo Sonego                         |
| 6. února  | Open Sud de France Montpellier, Francie ATP 250 630 705 € – tvrdý (h) – 28D/16Q/16Č dvouhra • čtyřhra                 | Robin Haase Matwé Middelkoop 7–6(7–4), 4–6, [10–6]             | Maxime Cressy Albano Olivetti              | Holger Rune Arthur Fils                     | Grégoire Barrère Borna Ćorić Quentin Halys Lorenzo Sonego                         |
| 6. února  | Dallas Open Dallas, Spojené státy ATP 250 822 585 $ – tvrdý (h) – 28D/32Q/16Č dvouhra • čtyřhra                       | Wu I-ping 6–7(4–7), 7–6(7–3), 7–6(14–12)                       | John Isner                                 | Taylor Fritz J. J. Wolf                     | Marcos Giron Adrian Mannarino Emilio Gómez Frances Tiafoe                         |
| 6. února  | Dallas Open Dallas, Spojené státy ATP 250 822 585 $ – tvrdý (h) – 28D/32Q/16Č dvouhra • čtyřhra                       | Jamie Murray Michael Venus 1–6, 7–6(7–4), [10–7]               | Nathaniel Lammons Jackson Withrow          | Taylor Fritz J. J. Wolf                     | Marcos Giron Adrian Mannarino Emilio Gómez Frances Tiafoe                         |
| 13. února | ABN AMRO Open Rotterdam, Nizozemsko ATP 500 2 224 460 € – tvrdý (h) – 32D/16Q/16Č dvouhra • čtyřhra                   | Daniil Medveděv 5–7, 6–2, 6–2                                  | Jannik Sinner                              | Tallon Griekspoor Grigor Dimitrov           | Stan Wawrinka Gijs Brouwer Félix Auger-Aliassime Alex de Minaur                   |
| 13. února | ABN AMRO Open Rotterdam, Nizozemsko ATP 500 2 224 460 € – tvrdý (h) – 32D/16Q/16Č dvouhra • čtyřhra                   | Ivan Dodig Austin Krajicek 7–6(7–5), 2–6, [12–10]              | Rohan Bopanna Matthew Ebden                | Tallon Griekspoor Grigor Dimitrov           | Stan Wawrinka Gijs Brouwer Félix Auger-Aliassime Alex de Minaur                   |
| 13. února | Argentina Open Buenos Aires, Argentina ATP 250 711 600 $ – antuka – 28D/32Q/16Č dvouhra • čtyřhra                     | Carlos Alcaraz 6–3, 7–5                                        | Cameron Norrie                             | Bernabé Zapata Miralles Juan Pablo Varillas | Dušan Lajović Francisco Cerúndolo Lorenzo Musetti Tomás Martín Etcheverry         |
| 13. února | Argentina Open Buenos Aires, Argentina ATP 250 711 600 $ – antuka – 28D/32Q/16Č dvouhra • čtyřhra                     | Simone Bolelli Fabio Fognini 6–2, 6–4                          | Nicolás Barrientos Ariel Behar             | Bernabé Zapata Miralles Juan Pablo Varillas | Dušan Lajović Francisco Cerúndolo Lorenzo Musetti Tomás Martín Etcheverry         |
| 13. února | Delray Beach Open Delray Beach, Spojené státy ATP 250 718 245 $ – tvrdý – 28D/32Q/16Č dvouhra • čtyřhra               | Taylor Fritz 6–0, 5–7, 6–2                                     | Miomir Kecmanović                          | Mackenzie McDonald Radu Albot               | Adrian Mannarino Michael Mmoh Marcos Giron Tommy Paul                             |
| 13. února | Delray Beach Open Delray Beach, Spojené státy ATP 250 718 245 $ – tvrdý – 28D/32Q/16Č dvouhra • čtyřhra               | Marcelo Arévalo Jean-Julien Rojer 6–3, 6–4                     | Rinky Hijikata Reese Stalder               | Mackenzie McDonald Radu Albot               | Adrian Mannarino Michael Mmoh Marcos Giron Tommy Paul                             |
| 20. února | Rio Open Rio de Janeiro, Brazílie ATP Tour 500 2 013 940 $ – antuka – 32D/16Q/16Č dvouhra • čtyřhra                   | Cameron Norrie 5–7, 6–4, 7–5                                   | Carlos Alcaraz                             | Nicolás Jarry Bernabé Zapata Miralles       | Dušan Lajović Sebastián Báez Albert Ramos-Viñolas Hugo Dellien                    |
| 20. února | Rio Open Rio de Janeiro, Brazílie ATP Tour 500 2 013 940 $ – antuka – 32D/16Q/16Č dvouhra • čtyřhra                   | Máximo González Andrés Molteni 6–1, 7–6(7–3)                   | Juan Sebastián Cabal Marcelo Melo          | Nicolás Jarry Bernabé Zapata Miralles       | Dušan Lajović Sebastián Báez Albert Ramos-Viñolas Hugo Dellien                    |
| 20. února | Open 13 Provence Marseille, Francie ATP 250 784 830 € – tvrdý (h) – 28D/16Q/16Č dvouhra • čtyřhra                     | Hubert Hurkacz 6–3, 7–6(7–4)                                   | Benjamin Bonzi                             | Alexandr Bublik Arthur Fils                 | Mikael Ymer Grigor Dimitrov Alex de Minaur Stan Wawrinka                          |
| 20. února | Open 13 Provence Marseille, Francie ATP 250 784 830 € – tvrdý (h) – 28D/16Q/16Č dvouhra • čtyřhra                     | Santiago González Édouard Roger-Vasselin 4–6, 7–6(7–4), [10–7] | Nicolas Mahut Fabrice Martin               | Alexandr Bublik Arthur Fils                 | Mikael Ymer Grigor Dimitrov Alex de Minaur Stan Wawrinka                          |
| 20. února | Qatar ExxonMobil Open Dauhá, Katar ATP 250 1 485 775 $ – tvrdý – 28D/16Q/16Č dvouhra • čtyřhra                        | Daniil Medveděv 6–4, 6–4                                       | Andy Murray                                | Jiří Lehečka Félix Auger-Aliassime          | Andrej Rubljov Alexandre Müller Christopher O'Connell Alejandro Davidovich Fokina |
| 20. února | Qatar ExxonMobil Open Dauhá, Katar ATP 250 1 485 775 $ – tvrdý – 28D/16Q/16Č dvouhra • čtyřhra                        | Rohan Bopanna Matthew Ebden 6–7(5–7), 6–4, [10–6]              | Constant Lestienne Botic van de Zandschulp | Jiří Lehečka Félix Auger-Aliassime          | Andrej Rubljov Alexandre Müller Christopher O'Connell Alejandro Davidovich Fokina |
| 27. února | Abierto Mexicano Telcel Acapulco, Mexiko ATP 500 2 013 940 $ – tvrdý – 32D/16Q/16Č dvouhra • čtyřhra                  | Alex de Minaur 3–6, 6–4, 6–1                                   | Tommy Paul                                 | Taylor Fritz Holger Rune                    | Mackenzie McDonald Frances Tiafoe Matteo Berrettini Taró Daniel                   |
| 27. února | Abierto Mexicano Telcel Acapulco, Mexiko ATP 500 2 013 940 $ – tvrdý – 32D/16Q/16Č dvouhra • čtyřhra                  | Alexander Erler Lucas Miedler 7–6(11–9), 7–6(7–3)              | Nathaniel Lammons Jackson Withrow          | Taylor Fritz Holger Rune                    | Mackenzie McDonald Frances Tiafoe Matteo Berrettini Taró Daniel                   |
| 27. února | Dubai Tennis Championships Dubaj, Spojené arabské emiráty ATP 500 3 020 535 $ – tvrdý – 32D/16Q/16Č dvouhra • čtyřhra | Daniil Medveděv 6–2, 6–2                                       | Andrej Rubljov                             | Novak Djoković Alexander Zverev             | Hubert Hurkacz Borna Ćorić Lorenzo Sonego Botic van de Zandschulp                 |
| 27. února | Dubai Tennis Championships Dubaj, Spojené arabské emiráty ATP 500 3 020 535 $ – tvrdý – 32D/16Q/16Č dvouhra • čtyřhra | Maxime Cressy Fabrice Martin 7–6(7–2), 6–4                     | Lloyd Glasspool Harri Heliövaara           | Novak Djoković Alexander Zverev             | Hubert Hurkacz Borna Ćorić Lorenzo Sonego Botic van de Zandschulp                 |
| 27. února | Chile Open Santiago, Chile ATP 250 642 735 $ – antuka – 28D/16Q/16Č dvouhra • čtyřhra                                 | Nicolás Jarry 6–7(5–7), 7–6(7–5), 6–2                          | Tomás Martín Etcheverry                    | Jaume Munar Sebastián Báez                  | Thiago Monteiro Yannick Hanfmann Laslo Djere Dušan Lajović                        |
| 27. února | Chile Open Santiago, Chile ATP 250 642 735 $ – antuka – 28D/16Q/16Č dvouhra • čtyřhra                                 | Andrea Pellegrino Andrea Vavassori 6–4, 3–6, [12–10]           | Thiago Seyboth Wild Matías Soto            | Jaume Munar Sebastián Báez                  | Thiago Monteiro Yannick Hanfmann Laslo Djere Dušan Lajović                        |

### Březen
| Týden od              | Turnaj | Vítězové                                               | Finalisté                     | Semifinalisté                 | Čtvrtfinalisté                                                                |
| --------------------- | --- | ------------------------------------------------------ | ----------------------------- | ----------------------------- | ----------------------------------------------------------------------------- |
| 6. března 13. března  | BNP Paribas Open Indian Wells, Spojené státy ATP Masters 1000 8 800 000 $ – tvrdý – 96D/48Q/32Č dvouhra • čtyřhra | Carlos Alcaraz 6–3, 6–2                                | Daniil Medveděv               | Jannik Sinner Frances Tiafoe  | Félix Auger-Aliassime Taylor Fritz Alejandro Davidovich Fokina Cameron Norrie |
| 6. března 13. března  | BNP Paribas Open Indian Wells, Spojené státy ATP Masters 1000 8 800 000 $ – tvrdý – 96D/48Q/32Č dvouhra • čtyřhra | Rohan Bopanna Matthew Ebden 6–3, 2–6, [10–8]           | Wesley Koolhof Neal Skupski   | Jannik Sinner Frances Tiafoe  | Félix Auger-Aliassime Taylor Fritz Alejandro Davidovich Fokina Cameron Norrie |
| 20. března 27. března | Miami Open Miami Gardens, Spojené státy ATP Masters 1000 8 800 000 $ – tvrdý – 96D/48Q/32Č dvouhra • čtyřhra      | Daniil Medveděv 7–5, 6–3                               | Jannik Sinner                 | Carlos Alcaraz Karen Chačanov | Taylor Fritz Emil Ruusuvuori Christopher Eubanks Francisco Cerúndolo          |
| 20. března 27. března | Miami Open Miami Gardens, Spojené státy ATP Masters 1000 8 800 000 $ – tvrdý – 96D/48Q/32Č dvouhra • čtyřhra      | Santiago González Édouard Roger-Vasselin 7–6(7–4), 7–5 | Austin Krajicek Nicolas Mahut | Carlos Alcaraz Karen Chačanov | Taylor Fritz Emil Ruusuvuori Christopher Eubanks Francisco Cerúndolo          |

### Duben
| Týden od            | Turnaj | Vítězové                                              | Finalisté                            | Semifinalisté                      | Čtvrtfinalisté                                                                   |
| ------------------- | --- | ----------------------------------------------------- | ------------------------------------ | ---------------------------------- | -------------------------------------------------------------------------------- |
| 3. dubna            | U.S. Men's Clay Court Championships Houston, Spojené státy ATP 250 713 495 $ – antuka – 28D/16Q/16Č dvouhra • čtyřhra          | Frances Tiafoe 7–6(7–1), 7–6(8–6)                     | Tomás Martín Etcheverry              | Gijs Brouwer Yannick Hanfmann      | Jason Kubler J. J. Wolf Cristian Garín Tomáš Macháč                              |
| 3. dubna            | U.S. Men's Clay Court Championships Houston, Spojené státy ATP 250 713 495 $ – antuka – 28D/16Q/16Č dvouhra • čtyřhra          | Max Purcell Jordan Thompson 4–6, 6–4, [10–5]          | Julian Cash Henry Patten             | Gijs Brouwer Yannick Hanfmann      | Jason Kubler J. J. Wolf Cristian Garín Tomáš Macháč                              |
| 3. dubna            | Grand Prix Hassan II Marrákeš, Maroko ATP 250 630 705 € – antuka – 28D/16Q/16Č dvouhra • čtyřhra                               | Roberto Carballés Baena 4–6, 7–6(7–3), 6–2            | Alexandre Müller                     | Pavel Kotov Dan Evans              | Lorenzo Musetti Christopher O'Connell Tallon Griekspoor Andrea Vavassori         |
| 3. dubna            | Grand Prix Hassan II Marrákeš, Maroko ATP 250 630 705 € – antuka – 28D/16Q/16Č dvouhra • čtyřhra                               | Marcelo Demoliner Andrea Vavassori 6–4, 3–6, [12–10]  | Alexander Erler Lucas Miedler        | Pavel Kotov Dan Evans              | Lorenzo Musetti Christopher O'Connell Tallon Griekspoor Andrea Vavassori         |
| 3. dubna            | Estoril Open Cascais, Portugalsko ATP 250 630 705 € – antuka – 28D/16Q/16Č dvouhra • čtyřhra                                   | Casper Ruud 6–2, 7–6(7–3)                             | Miomir Kecmanović                    | Quentin Halys Marco Cecchinato     | Sebastián Báez Dominic Thiem Alejandro Davidovich Fokina Bernabé Zapata Miralles |
| 3. dubna            | Estoril Open Cascais, Portugalsko ATP 250 630 705 € – antuka – 28D/16Q/16Č dvouhra • čtyřhra                                   | Sander Gillé Joran Vliegen 6–3, 6–4                   | Nikola Ćaćić Miomir Kecmanović       | Quentin Halys Marco Cecchinato     | Sebastián Báez Dominic Thiem Alejandro Davidovich Fokina Bernabé Zapata Miralles |
| 10. dubna           | Monte-Carlo Rolex Masters Roquebrune-Cap-Martin, Francie ATP Masters 1000 5 779 335 € – antuka – 56D/28Q/28Č dvouhra • čtyřhra | Andrej Rubljov 5–7, 6–2, 7–5                          | Holger Rune                          | Jannik Sinner Taylor Fritz         | Lorenzo Musetti Daniil Medveděv Jan-Lennard Struff Stefanos Tsitsipas            |
| 10. dubna           | Monte-Carlo Rolex Masters Roquebrune-Cap-Martin, Francie ATP Masters 1000 5 779 335 € – antuka – 56D/28Q/28Č dvouhra • čtyřhra | Ivan Dodig Austin Krajicek 6–0, 4–6, [14–12]          | Romain Arneodo Sam Weissborn         | Jannik Sinner Taylor Fritz         | Lorenzo Musetti Daniil Medveděv Jan-Lennard Struff Stefanos Tsitsipas            |
| 17. dubna           | Barcelona Open Barcelona, Španělsko ATP 500 2 722 480 € – antuka – 48D/24Q/16Č dvouhra • čtyřhra                               | Carlos Alcaraz 6–3, 6–4                               | Stefanos Tsitsipas                   | Dan Evans Lorenzo Musetti          | Alejandro Davidovich Fokina Francisco Cerúndolo Jannik Sinner Alex de Minaur     |
| 17. dubna           | Barcelona Open Barcelona, Španělsko ATP 500 2 722 480 € – antuka – 48D/24Q/16Č dvouhra • čtyřhra                               | Máximo González Andrés Molteni 6–3, 6–7(8–10), [10–4] | Wesley Koolhof Neal Skupski          | Dan Evans Lorenzo Musetti          | Alejandro Davidovich Fokina Francisco Cerúndolo Jannik Sinner Alex de Minaur     |
| 17. dubna           | BMW Open Mnichov, Německo ATP 250 562 815 € – antuka – 28D/16Q/16Č dvouhra • čtyřhra                                           | Holger Rune 6–4, 1–6, 7–6(7–3)                        | Botic van de Zandschulp              | Christopher O'Connell Taylor Fritz | Cristian Garín Flavio Cobolli Marcos Giron Dominic Thiem                         |
| 17. dubna           | BMW Open Mnichov, Německo ATP 250 562 815 € – antuka – 28D/16Q/16Č dvouhra • čtyřhra                                           | Alexander Erler Lucas Miedler 6–3, 6–4                | Kevin Krawietz Tim Pütz              | Christopher O'Connell Taylor Fritz | Cristian Garín Flavio Cobolli Marcos Giron Dominic Thiem                         |
| 17. dubna           | Srpska Open Banja Luka, Bosna a Hercegovina ATP 250 562 815 € – antuka – 28D/16Q/16Č dvouhra • čtyřhra                         | Dušan Lajović 6–3, 4–6, 6–4                           | Andrej Rubljov                       | Miomir Kecmanović Alex Molčan      | Novak Djoković Jiří Lehečka Laslo Djere Damir Džumhur                            |
| 17. dubna           | Srpska Open Banja Luka, Bosna a Hercegovina ATP 250 562 815 € – antuka – 28D/16Q/16Č dvouhra • čtyřhra                         | Jamie Murray Michael Venus 7–5, 6–2                   | Francisco Cabral Oleksandr Nedověsov | Miomir Kecmanović Alex Molčan      | Novak Djoković Jiří Lehečka Laslo Djere Damir Džumhur                            |
| 24. dubna 1. května | Mutua Madrid Open Madrid, Španělsko ATP Masters 1000 7 705 780 € – antuka – 96D/48Q/32Č dvouhra • čtyřhra                      | Carlos Alcaraz 6–4, 3–6, 6–3                          | Jan-Lennard Struff                   | Borna Ćorić Aslan Karacev          | Karen Chačanov Daniel Altmaier Stefanos Tsitsipas Čang Č’-čen                    |
| 24. dubna 1. května | Mutua Madrid Open Madrid, Španělsko ATP Masters 1000 7 705 780 € – antuka – 96D/48Q/32Č dvouhra • čtyřhra                      | Karen Chačanov Andrej Rubljov 6–3, 3–6, [10–3]        | Rohan Bopanna Matthew Ebden          | Borna Ćorić Aslan Karacev          | Karen Chačanov Daniel Altmaier Stefanos Tsitsipas Čang Č’-čen                    |

### Květen
| Týden od             | Turnaj | Vítězové                                      | Finalisté                           | Semifinalisté                    | Čtvrtfinalisté                                                        |
| -------------------- | --- | --------------------------------------------- | ----------------------------------- | -------------------------------- | --------------------------------------------------------------------- |
| 8. května 15. května | Internazionali BNL d'Italia Řím, Itálie ATP Masters 1000 7 705 780 € – antuka – 96D/48Q/32Č dvouhra • čtyřhra | Daniil Medveděv 7–5, 7–5                      | Holger Rune                         | Casper Ruud Stefanos Tsitsipas   | Novak Djoković Francisco Cerúndolo Yannick Hanfmann Borna Ćorić       |
| 8. května 15. května | Internazionali BNL d'Italia Řím, Itálie ATP Masters 1000 7 705 780 € – antuka – 96D/48Q/32Č dvouhra • čtyřhra | Hugo Nys Jan Zieliński 7–5, 6–1               | Robin Haase Botic van de Zandschulp | Casper Ruud Stefanos Tsitsipas   | Novak Djoković Francisco Cerúndolo Yannick Hanfmann Borna Ćorić       |
| 22. května           | Geneva Open Ženeva, Švýcarsko ATP 250 562 815 € – antuka – 28D/16Q/16Č dvouhra • čtyřhra                      | Nicolás Jarry 7–6(7–1), 6–1                   | Grigor Dimitrov                     | Alexander Zverev Taylor Fritz    | Casper Ruud Wu I-ping Christopher O'Connell Ilja Ivaška               |
| 22. května           | Geneva Open Ženeva, Švýcarsko ATP 250 562 815 € – antuka – 28D/16Q/16Č dvouhra • čtyřhra                      | Jamie Murray Michael Venus 7–6(8–6), 7–6(7–3) | Marcel Granollers Horacio Zeballos  | Alexander Zverev Taylor Fritz    | Casper Ruud Wu I-ping Christopher O'Connell Ilja Ivaška               |
| 22. května           | Lyon Open Lyon, Francie ATP 250 562 815 € – antuka – 28D/16Q/16Č dvouhra • čtyřhra                            | Arthur Fils 6–3, 7–5                          | Francisco Cerúndolo                 | Brandon Nakashima Cameron Norrie | Félix Auger-Aliassime Tommy Paul Jack Draper Sebastián Báez           |
| 22. května           | Lyon Open Lyon, Francie ATP 250 562 815 € – antuka – 28D/16Q/16Č dvouhra • čtyřhra                            | Rajeev Ram Joe Salisbury 6–0, 6–3             | Nicolas Mahut Matwé Middelkoop      | Brandon Nakashima Cameron Norrie | Félix Auger-Aliassime Tommy Paul Jack Draper Sebastián Báez           |
| 29. května 5. června | French Open Paříž, Francie Grand Slam 23 115 000 € – antuka – 128D/128Q/64Č/32X dvouhra • čtyřhra • mix       | Novak Djoković 7–6(7–1), 6–3, 7–5             | Casper Ruud                         | Carlos Alcaraz Alexander Zverev  | Stefanos Tsitsipas Karen Chačanov Holger Rune Tomás Martín Etcheverry |
| 29. května 5. června | French Open Paříž, Francie Grand Slam 23 115 000 € – antuka – 128D/128Q/64Č/32X dvouhra • čtyřhra • mix       | Ivan Dodig Austin Krajicek 6–3, 6–1           | Sander Gillé Joran Vliegen          | Carlos Alcaraz Alexander Zverev  | Stefanos Tsitsipas Karen Chačanov Holger Rune Tomás Martín Etcheverry |
| 29. května 5. června | French Open Paříž, Francie Grand Slam 23 115 000 € – antuka – 128D/128Q/64Č/32X dvouhra • čtyřhra • mix       | Miju Katová Tim Pütz 4–6, 6–4, [10–6]         | Bianca Andreescuová Michael Venus   | Carlos Alcaraz Alexander Zverev  | Stefanos Tsitsipas Karen Chačanov Holger Rune Tomás Martín Etcheverry |

### Červen
| Týden od   | Turnaj | Vítězové                                         | Finalisté                           | Semifinalisté                          | Čtvrtfinalisté                                                     |
| ---------- | --- | ------------------------------------------------ | ----------------------------------- | -------------------------------------- | ------------------------------------------------------------------ |
| 12. června | BOSS Open Stuttgart, Německo ATP 250 718 410 € – tráva – 28D/16Q/16Č dvouhra • čtyřhra                                 | Frances Tiafoe 4–6, 7–6(7–1), 7–6(10–8)          | Jan-Lennard Struff                  | Hubert Hurkacz Márton Fucsovics        | Richard Gasquet Christopher O'Connell Lorenzo Musetti Taylor Fritz |
| 12. června | BOSS Open Stuttgart, Německo ATP 250 718 410 € – tráva – 28D/16Q/16Č dvouhra • čtyřhra                                 | Nikola Mektić Mate Pavić 7–6(7–2), 6–3           | Kevin Krawietz Tim Pütz             | Hubert Hurkacz Márton Fucsovics        | Richard Gasquet Christopher O'Connell Lorenzo Musetti Taylor Fritz |
| 12. června | Libéma Open 's-Hertogenbosch, Nizozemsko ATP 250 673 630 € – tráva – 28D/16Q/16Č dvouhra • čtyřhra                     | Tallon Griekspoor 6–7(4–7), 7–6(7–3), 6–3        | Jordan Thompson                     | Rinky Hijikata Emil Ruusuvuori         | Adrian Mannarino Mackenzie McDonald Alex de Minaur Jannik Sinner   |
| 12. června | Libéma Open 's-Hertogenbosch, Nizozemsko ATP 250 673 630 € – tráva – 28D/16Q/16Č dvouhra • čtyřhra                     | Wesley Koolhof Neal Skupski 7–6(7–1), 6–2        | Gonzalo Escobar Oleksandr Nedověsov | Rinky Hijikata Emil Ruusuvuori         | Adrian Mannarino Mackenzie McDonald Alex de Minaur Jannik Sinner   |
| 19. června | Terra Wortmann Open Halle, Německo ATP 500 2 195 175 € – tráva – 32D/24Q/24Č dvouhra • čtyřhra                         | Alexandr Bublik 6–3, 3–6, 6–3                    | Andrej Rubljov                      | Roberto Bautista Agut Alexander Zverev | Daniil Medveděv Tallon Griekspoor Jannik Sinner Nicolás Jarry      |
| 19. června | Terra Wortmann Open Halle, Německo ATP 500 2 195 175 € – tráva – 32D/24Q/24Č dvouhra • čtyřhra                         | Marcelo Melo John Peers 7–6(7–3), 3–6, [10–6]    | Simone Bolelli Andrea Vavassori     | Roberto Bautista Agut Alexander Zverev | Daniil Medveděv Tallon Griekspoor Jannik Sinner Nicolás Jarry      |
| 19. června | cinch Championships Londýn, Velká Británie ATP 500 2 195 175 € – tráva – 32D/16Q/24Č dvouhra • čtyřhra                 | Carlos Alcaraz 6–4, 6–4                          | Alex de Minaur                      | Sebastian Korda Holger Rune            | Grigor Dimitrov Cameron Norrie Adrian Mannarino Lorenzo Musetti    |
| 19. června | cinch Championships Londýn, Velká Británie ATP 500 2 195 175 € – tráva – 32D/16Q/24Č dvouhra • čtyřhra                 | Ivan Dodig Austin Krajicek 6–4, 6–7(5–7), [10–3] | Taylor Fritz Jiří Lehečka           | Sebastian Korda Holger Rune            | Grigor Dimitrov Cameron Norrie Adrian Mannarino Lorenzo Musetti    |
| 26. června | Mallorca Championships Mallorca, Španělsko ATP 250 915 630 € – tráva – 28D/16Q/16Č dvouhra • čtyřhra                   | Christopher Eubanks 6–1, 6–4                     | Adrian Mannarino                    | Yannick Hanfmann Lloyd Harris          | Feliciano López Corentin Moutet Arthur Rinderknech Pavel Kotov     |
| 26. června | Mallorca Championships Mallorca, Španělsko ATP 250 915 630 € – tráva – 28D/16Q/16Č dvouhra • čtyřhra                   | Juki Bhambri Lloyd Harris 6–3, 6–4               | Robin Haase Philipp Oswald          | Yannick Hanfmann Lloyd Harris          | Feliciano López Corentin Moutet Arthur Rinderknech Pavel Kotov     |
| 26. června | Rothesay International Eastbourne Eastbourne, Velká Británie ATP 250 723 655 € – tráva – 28D/16Q/16Č dvouhra • čtyřhra | Francisco Cerúndolo 6–4, 1–6, 6–4                | Tommy Paul                          | Mackenzie McDonald Grégoire Barrère    | Mikael Ymer Čang Č’-čen Miomir Kecmanović J. J. Wolf               |
| 26. června | Rothesay International Eastbourne Eastbourne, Velká Británie ATP 250 723 655 € – tráva – 28D/16Q/16Č dvouhra • čtyřhra | Nikola Mektić Mate Pavić 6–4, 6–2                | Ivan Dodig Austin Krajicek          | Mackenzie McDonald Grégoire Barrère    | Mikael Ymer Čang Č’-čen Miomir Kecmanović J. J. Wolf               |

### Červenec
| Týden od                 | Turnaj | Vítězové                                             | Finalisté                           | Semifinalisté                       | Čtvrtfinalisté                                                  |
| ------------------------ | --- | ---------------------------------------------------- | ----------------------------------- | ----------------------------------- | --------------------------------------------------------------- |
| 3. července 10. července | Wimbledon Londýn, Velká Británie Grand Slam 20 747 000 £ – tráva 128D/128Q/64Č/32X dvouhra • čtyřhra • mix  | Carlos Alcaraz 1–6, 7–6(8–6), 6–1, 3–6, 6–4          | Novak Djoković                      | Daniil Medveděv Jannik Sinner       | Holger Rune Christopher Eubanks Roman Safiullin Andrej Rubljov  |
| 3. července 10. července | Wimbledon Londýn, Velká Británie Grand Slam 20 747 000 £ – tráva 128D/128Q/64Č/32X dvouhra • čtyřhra • mix  | Wesley Koolhof Neal Skupski 6–4, 6–4                 | Marcel Granollers Horacio Zeballos  | Daniil Medveděv Jannik Sinner       | Holger Rune Christopher Eubanks Roman Safiullin Andrej Rubljov  |
| 3. července 10. července | Wimbledon Londýn, Velká Británie Grand Slam 20 747 000 £ – tráva 128D/128Q/64Č/32X dvouhra • čtyřhra • mix  | Mate Pavić Ljudmyla Kičenoková 6–4, 6–7(9–11), 6–3   | Joran Vliegen Sü I-fan              | Daniil Medveděv Jannik Sinner       | Holger Rune Christopher Eubanks Roman Safiullin Andrej Rubljov  |
| 17. července             | Hall of Fame Open Newport, Spojené státy ATP 250 642 735 $ – tráva – 28D/16Q/16Č dvouhra • čtyřhra          | Adrian Mannarino 6–2, 6–4                            | Alex Michelsen                      | John Isner Ugo Humbert              | Tommy Paul Mackenzie McDonald Kevin Anderson Jordan Thompson    |
| 17. července             | Hall of Fame Open Newport, Spojené státy ATP 250 642 735 $ – tráva – 28D/16Q/16Č dvouhra • čtyřhra          | Nathaniel Lammons Jackson Withrow 6–3, 5–7, [10–5]   | William Blumberg Max Purcell        | John Isner Ugo Humbert              | Tommy Paul Mackenzie McDonald Kevin Anderson Jordan Thompson    |
| 17. července             | Nordea Open Båstad, Švédsko ATP 250 562 815 € – antuka – 28D/16Q/16Č dvouhra • čtyřhra                      | Andrej Rubljov 7–6(7–3), 6–0                         | Casper Ruud                         | Lorenzo Musetti Francisco Cerúndolo | Sebastian Ofner Filip Misolic Federico Coria Alexander Zverev   |
| 17. července             | Nordea Open Båstad, Švédsko ATP 250 562 815 € – antuka – 28D/16Q/16Č dvouhra • čtyřhra                      | Gonzalo Escobar Oleksandr Nedověsov 6–2, 6–2         | Francisco Cabral Rafael Matos       | Lorenzo Musetti Francisco Cerúndolo | Sebastian Ofner Filip Misolic Federico Coria Alexander Zverev   |
| 17. července             | Swiss Open Gstaad Gstaad, Švýcarsko ATP 250 562 815 € – antuka – 28D/16Q/16Č dvouhra • čtyřhra              | Pedro Cachín 3–6, 6–0, 7–5                           | Albert Ramos-Viñolas                | Hamad Medjedović Miomir Kecmanović  | Jaume Munar Yannick Hanfmann Juan Pablo Varillas Zizou Bergs    |
| 17. července             | Swiss Open Gstaad Gstaad, Švýcarsko ATP 250 562 815 € – antuka – 28D/16Q/16Č dvouhra • čtyřhra              | Dominic Stricker Stan Wawrinka 7–6(10–8), 6–2        | Marcelo Demoliner Matwé Middelkoop  | Hamad Medjedović Miomir Kecmanović  | Jaume Munar Yannick Hanfmann Juan Pablo Varillas Zizou Bergs    |
| 24. července             | Hamburg European Open Hamburk, Německo ATP 500 1 831 515 € – antuka – 48D/24Q/16Č dvouhra • čtyřhra         | Alexander Zverev 7–5, 6–3                            | Laslo Djere                         | Arthur Fils Čang Č’-čen             | Casper Ruud Luca Van Assche Lorenzo Musetti Daniel Altmaier     |
| 24. července             | Hamburg European Open Hamburk, Německo ATP 500 1 831 515 € – antuka – 48D/24Q/16Č dvouhra • čtyřhra         | Kevin Krawietz Tim Pütz 7–6(7–4), 6–3                | Sander Gillé Joran Vliegen          | Arthur Fils Čang Č’-čen             | Casper Ruud Luca Van Assche Lorenzo Musetti Daniel Altmaier     |
| 24. července             | Atlanta Open Atlanta, Spojené státy ATP 250 737 170 $ – tvrdý – 28D/16Q/16Č dvouhra • čtyřhra               | Taylor Fritz 7–5, 6–7(5–7), 6–4                      | Aleksandar Vukic                    | J. J. Wolf Ugo Humbert              | Kei Nišikori Dominik Koepfer Christopher Eubanks Alex de Minaur |
| 24. července             | Atlanta Open Atlanta, Spojené státy ATP 250 737 170 $ – tvrdý – 28D/16Q/16Č dvouhra • čtyřhra               | Nathaniel Lammons Jackson Withrow 7–6(7–3), 7–6(7–4) | Max Purcell Jordan Thompson         | J. J. Wolf Ugo Humbert              | Kei Nišikori Dominik Koepfer Christopher Eubanks Alex de Minaur |
| 24. července             | Croatia Open Umag Umag, Chorvatsko ATP 250 562 815 € – antuka – 28D/16Q/16Č dvouhra • čtyřhra               | Alexei Popyrin 6–7(5–7), 6–3, 6–4                    | Stan Wawrinka                       | Matteo Arnaldi Lorenzo Sonego       | Jiří Lehečka Dino Prižmić Roberto Carballés Baena Jaume Munar   |
| 24. července             | Croatia Open Umag Umag, Chorvatsko ATP 250 562 815 € – antuka – 28D/16Q/16Č dvouhra • čtyřhra               | Blaž Rola Nino Serdarušić 4–6, 7–6(7–2), [15–13]     | Simone Bolelli Andrea Vavassori     | Matteo Arnaldi Lorenzo Sonego       | Jiří Lehečka Dino Prižmić Roberto Carballés Baena Jaume Munar   |
| 31. července             | Mubadala Citi DC Open Washington, Spojené státy ATP 500 2 013 940 $ – tvrdý – 48D/24Q/16Č dvouhra • čtyřhra | Dan Evans 7–5, 6–3                                   | Tallon Griekspoor                   | Taylor Fritz Grigor Dimitrov        | Jordan Thompson J. J. Wolf Ugo Humbert Frances Tiafoe           |
| 31. července             | Mubadala Citi DC Open Washington, Spojené státy ATP 500 2 013 940 $ – tvrdý – 48D/24Q/16Č dvouhra • čtyřhra | Máximo González Andrés Molteni 6–7(4–7), 6–2, [10–6] | Mackenzie McDonald Ben Shelton      | Taylor Fritz Grigor Dimitrov        | Jordan Thompson J. J. Wolf Ugo Humbert Frances Tiafoe           |
| 31. července             | Los Cabos Open Cabo San Lucas, Mexiko ATP 250 852 480 $ – tvrdý – 28D/16Q/16Č dvouhra • čtyřhra             | Stefanos Tsitsipas 6–3, 6–4                          | Alex de Minaur                      | Borna Ćorić Dominik Koepfer         | Nicolás Jarry Ilja Ivaška Tommy Paul Aleksandar Kovacevic       |
| 31. července             | Los Cabos Open Cabo San Lucas, Mexiko ATP 250 852 480 $ – tvrdý – 28D/16Q/16Č dvouhra • čtyřhra             | Santiago González Édouard Roger-Vasselin 6–4, 7–5    | Andrew Harris Dominik Koepfer       | Borna Ćorić Dominik Koepfer         | Nicolás Jarry Ilja Ivaška Tommy Paul Aleksandar Kovacevic       |
| 31. července             | Generali Open Kitzbühel Kitzbühel, Rakousko ATP 250 562 815 € – antuka – 28D/16Q/16Č dvouhra • čtyřhra      | Sebastián Báez 6–3, 6–1                              | Dominic Thiem                       | Tomás Martín Etcheverry Laslo Djere | Daniel Elahi Galán Alex Molčan Pedro Cachín Arthur Rinderknech  |
| 31. července             | Generali Open Kitzbühel Kitzbühel, Rakousko ATP 250 562 815 € – antuka – 28D/16Q/16Č dvouhra • čtyřhra      | Alexander Erler Lucas Miedler 6–4, 6–4               | Gonzalo Escobar Oleksandr Nedověsov | Tomás Martín Etcheverry Laslo Djere | Daniel Elahi Galán Alex Molčan Pedro Cachín Arthur Rinderknech  |

### Srpen
| Týden od          | Turnaj | Vítězové                                        | Finalisté                         | Semifinalisté                          | Čtvrtfinalisté                                                 |
| ----------------- | --- | ----------------------------------------------- | --------------------------------- | -------------------------------------- | -------------------------------------------------------------- |
| 7. srpna          | National Bank Open Toronto, Kanada ATP Masters 1000 7 722 925 $ – tvrdý – 56D/28Q/28Č dvouhra • čtyřhra                | Jannik Sinner 6–4, 6–1                          | Alex de Minaur                    | Tommy Paul Alejandro Davidovich Fokina | Carlos Alcaraz Gaël Monfils Mackenzie McDonald Daniil Medveděv |
| 7. srpna          | National Bank Open Toronto, Kanada ATP Masters 1000 7 722 925 $ – tvrdý – 56D/28Q/28Č dvouhra • čtyřhra                | Marcelo Arévalo Jean-Julien Rojer 6–3, 6–1      | Rajeev Ram Joe Salisbury          | Tommy Paul Alejandro Davidovich Fokina | Carlos Alcaraz Gaël Monfils Mackenzie McDonald Daniil Medveděv |
| 14. srpna         | Western & Southern Open Cincinnati, Spojené státy ATP Masters 1000 7 722 925 $ – tvrdý – 56D/28Q/28Č dvouhra • čtyřhra | Novak Djoković 5–7, 7–6(9–7), 7–6(7–4)          | Carlos Alcaraz                    | Hubert Hurkacz Alexander Zverev        | Max Purcell Alexei Popyrin Adrian Mannarino Taylor Fritz       |
| 14. srpna         | Western & Southern Open Cincinnati, Spojené státy ATP Masters 1000 7 722 925 $ – tvrdý – 56D/28Q/28Č dvouhra • čtyřhra | Máximo González Andrés Molteni 3–6, 6–1, [11–9] | Jamie Murray Michael Venus        | Hubert Hurkacz Alexander Zverev        | Max Purcell Alexei Popyrin Adrian Mannarino Taylor Fritz       |
| 21. srpna         | Winston-Salem Open Winston-Salem, Spojené státy ATP 250 760 930 $ – tvrdý – 48D/16Q/16Č dvouhra • čtyřhra              | Sebastián Báez 6–4, 6–3                         | Jiří Lehečka                      | Borna Ćorić Sebastian Korda            | Juan Manuel Cerúndolo Laslo Djere Richard Gasquet Max Purcell  |
| 21. srpna         | Winston-Salem Open Winston-Salem, Spojené státy ATP 250 760 930 $ – tvrdý – 48D/16Q/16Č dvouhra • čtyřhra              | Nathaniel Lammons Jackson Withrow 6–3, 6–4      | Lloyd Glasspool Neal Skupski      | Borna Ćorić Sebastian Korda            | Juan Manuel Cerúndolo Laslo Djere Richard Gasquet Max Purcell  |
| 28. srpna 4. září | US Open New York, Spojené státy Grand Slam 29 148 800 $ – tvrdý 128D/128Q/64Č/32X dvouhra • čtyřhra • mix              | Novak Djoković 6–3, 7–6(7–5), 6–3               | Daniil Medveděv                   | Carlos Alcaraz Ben Shelton             | Alexander Zverev Andrej Rubljov Frances Tiafoe Taylor Fritz    |
| 28. srpna 4. září | US Open New York, Spojené státy Grand Slam 29 148 800 $ – tvrdý 128D/128Q/64Č/32X dvouhra • čtyřhra • mix              | Rajeev Ram Joe Salisbury 2–6, 6–3, 6–4          | Rohan Bopanna Matthew Ebden       | Carlos Alcaraz Ben Shelton             | Alexander Zverev Andrej Rubljov Frances Tiafoe Taylor Fritz    |
| 28. srpna 4. září | US Open New York, Spojené státy Grand Slam 29 148 800 $ – tvrdý 128D/128Q/64Č/32X dvouhra • čtyřhra • mix              | Anna Danilinová Harri Heliövaara 6–3, 6–4       | Jessica Pegulaová Austin Krajicek | Carlos Alcaraz Ben Shelton             | Alexander Zverev Andrej Rubljov Frances Tiafoe Taylor Fritz    |

### Září
| Týden od | Turnaj | Vítězové                                             | Finalisté                         | Semifinalisté                    | Čtvrtfinalisté                                                               |
| -------- | --- | ---------------------------------------------------- | --------------------------------- | -------------------------------- | ---------------------------------------------------------------------------- |
| 11. září | Davis Cup, skupinová fáze finále Bologna, Itálie Manchester, Spojené království Valencie, Španělsko Split, Chorvatsko tvrdý (h) – 16 týmů | Kanada Velká Británie Česko Nizozemsko               | Itálie Austrálie Srbsko Finsko    |                                  |                                                                              |
| 18. září | Laver Cup Vancouver, Kanada 2 250 000 $ – tvrdý (h)                                                                                       | Tým světa 13–2                                       | Tým Evropy                        |                                  |                                                                              |
| 18. září | Chengdu Open Čcheng-tu, Čína ATP 250 1 152 805 $ – tvrdý – 28D/16Q/16Č dvouhra • čtyřhra                                                  | Alexander Zverev 6–7(2–7), 7–6(7–5), 6–3             | Roman Safiullin                   | Grigor Dimitrov Lorenzo Musetti  | Miomir Kecmanović Christopher O'Connell Jordan Thompson Arthur Rinderknech   |
| 18. září | Chengdu Open Čcheng-tu, Čína ATP 250 1 152 805 $ – tvrdý – 28D/16Q/16Č dvouhra • čtyřhra                                                  | Sadio Doumbia Fabien Reboul 4–6, 7–5, [10–7]         | Francisco Cabral Rafael Matos     | Grigor Dimitrov Lorenzo Musetti  | Miomir Kecmanović Christopher O'Connell Jordan Thompson Arthur Rinderknech   |
| 18. září | Zhuhai Championships Ču-chaj, Čína ATP 250 981 785 $ – tvrdý (h) – 28D/16Q/16Č dvouhra • čtyřhra                                          | Karen Chačanov 7–6(7–2), 6–1                         | Jošihito Nišioka                  | Sebastian Korda Aslan Karacev    | Mackenzie McDonald Tomás Martín Etcheverry Jan-Lennard Struff Cameron Norrie |
| 18. září | Zhuhai Championships Ču-chaj, Čína ATP 250 981 785 $ – tvrdý (h) – 28D/16Q/16Č dvouhra • čtyřhra                                          | Jamie Murray Michael Venus 6–4, 6–4                  | Nathaniel Lammons Jackson Withrow | Sebastian Korda Aslan Karacev    | Mackenzie McDonald Tomás Martín Etcheverry Jan-Lennard Struff Cameron Norrie |
| 25. září | China Open Peking, Čína ATP 500 3 798 915 $ – tvrdý – 32D/16Q/16Č dvouhra • čtyřhra                                                       | Jannik Sinner 7–6(7–2), 7–6(7–2)                     | Daniil Medveděv                   | Carlos Alcaraz Alexander Zverev  | Casper Ruud Grigor Dimitrov Nicolás Jarry Ugo Humbert                        |
| 25. září | China Open Peking, Čína ATP 500 3 798 915 $ – tvrdý – 32D/16Q/16Č dvouhra • čtyřhra                                                       | Ivan Dodig Austin Krajicek 6–7(12–14), 6–3, [10–5]   | Wesley Koolhof Neal Skupski       | Carlos Alcaraz Alexander Zverev  | Casper Ruud Grigor Dimitrov Nicolás Jarry Ugo Humbert                        |
| 25. září | Astana Open Astana, Kazachstán ATP 250 1 093 360 $ – tvrdý (h) – 28D/16Q/16Č dvouhra • čtyřhra                                            | Adrian Mannarino 4–6, 6–3, 6–2                       | Sebastian Korda                   | Hamad Medjedović Sebastian Ofner | Tallon Griekspoor Jiří Lehečka Dominic Thiem Jurij Rodionov                  |
| 25. září | Astana Open Astana, Kazachstán ATP 250 1 093 360 $ – tvrdý (h) – 28D/16Q/16Č dvouhra • čtyřhra                                            | Nathaniel Lammons Jackson Withrow 7–6(7–4), 7–6(9–7) | Mate Pavić John Peers             | Hamad Medjedović Sebastian Ofner | Tallon Griekspoor Jiří Lehečka Dominic Thiem Jurij Rodionov                  |

### Říjen
| Týden od          | Turnaj | Vítězové                                                             | Finalisté                         | Semifinalisté                          | Čtvrtfinalisté                                                               |
| ----------------- | --- | -------------------------------------------------------------------- | --------------------------------- | -------------------------------------- | ---------------------------------------------------------------------------- |
| 2. října 9. října | Rolex Shanghai Masters Šanghaj, Čína ATP Masters 1000 10 046 270 $ – tvrdý – 96D/48Q/32Č dvouhra • čtyřhra  | Hubert Hurkacz 6–3, 3–6, 7–6(10–8)                                   | Andrej Rubljov                    | Grigor Dimitrov Sebastian Korda        | Nicolás Jarry Ugo Humbert Fábián Marozsán Ben Shelton                        |
| 2. října 9. října | Rolex Shanghai Masters Šanghaj, Čína ATP Masters 1000 10 046 270 $ – tvrdý – 96D/48Q/32Č dvouhra • čtyřhra  | Marcel Granollers Horacio Zeballos 5–7, 6–2, [10–7]                  | Rohan Bopanna Matthew Ebden       | Grigor Dimitrov Sebastian Korda        | Nicolás Jarry Ugo Humbert Fábián Marozsán Ben Shelton                        |
| 16. října         | Japan Open Tennis Championships Tokio, Japonsko 2 022 700 $ – ATP 500 tvrdý – 32D/16Q/16Č dvouhra • čtyřhra | Ben Shelton 7–5, 6–1                                                 | Aslan Karacev                     | Šintaró Močizuki Marcos Giron          | Alexei Popyrin Alex de Minaur Tommy Paul Félix Auger-Aliassime               |
| 16. října         | Japan Open Tennis Championships Tokio, Japonsko 2 022 700 $ – ATP 500 tvrdý – 32D/16Q/16Č dvouhra • čtyřhra | Rinky Hijikata Max Purcell 6–4, 6–1                                  | Jamie Murray Michael Venus        | Šintaró Močizuki Marcos Giron          | Alexei Popyrin Alex de Minaur Tommy Paul Félix Auger-Aliassime               |
| 16. října         | European Open Antverpy, Belgie ATP 250 750 950 € – tvrdý (h) – 28D/16Q/16Č dvouhra • čtyřhra                | Alexandr Bublik 6–4, 6–4                                             | Arthur Fils                       | Stefanos Tsitsipas Maximilian Marterer | Yannick Hanfmann Juan Pablo Varillas Giovanni Mpetshi Perricard Hugo Gaston  |
| 16. října         | European Open Antverpy, Belgie ATP 250 750 950 € – tvrdý (h) – 28D/16Q/16Č dvouhra • čtyřhra                | Petros Tsitsipas Stefanos Tsitsipas 6–7(5–7), 6–4, [10–8]            | Ariel Behar Adam Pavlásek         | Stefanos Tsitsipas Maximilian Marterer | Yannick Hanfmann Juan Pablo Varillas Giovanni Mpetshi Perricard Hugo Gaston  |
| 16. října         | BNP Paribas Nordic Open Stockholm, Švédsko ATP 250 750 950 € – tvrdý (h) – 28D/16Q/16Č dvouhra • čtyřhra    | Gaël Monfils 4–6, 7–6(8–6), 6–3                                      | Pavel Kotov                       | Miomir Kecmanović Laslo Djere          | Elias Ymer Tallon Griekspoor Tomáš Macháč Adrian Mannarino                   |
| 16. října         | BNP Paribas Nordic Open Stockholm, Švédsko ATP 250 750 950 € – tvrdý (h) – 28D/16Q/16Č dvouhra • čtyřhra    | Andrej Golubjev Denys Molčanov 7–6(10–8), 6–2                        | Juki Bhambri Julian Cash          | Miomir Kecmanović Laslo Djere          | Elias Ymer Tallon Griekspoor Tomáš Macháč Adrian Mannarino                   |
| 23. října         | Swiss Indoors Basilej, Švýcarsko ATP 500 2 345 955 € – tvrdý (h) – 32D/16Q/16Č dvouhra • čtyřhra            | Félix Auger-Aliassime 7–6(7–3), 7–6(7–5)                             | Hubert Hurkacz                    | Holger Rune Ugo Humbert                | Tomás Martín Etcheverry Alexandr Ševčenko Tallon Griekspoor Dominic Stricker |
| 23. října         | Swiss Indoors Basilej, Švýcarsko ATP 500 2 345 955 € – tvrdý (h) – 32D/16Q/16Č dvouhra • čtyřhra            | Santiago González Édouard Roger-Vasselin 6–7(8–10), 7–6(7–3), [10–1] | Hugo Nys Jan Zieliński            | Holger Rune Ugo Humbert                | Tomás Martín Etcheverry Alexandr Ševčenko Tallon Griekspoor Dominic Stricker |
| 23. října         | Erste Bank Open Vídeň, Rakousko ATP 500 2 559 790 € – tvrdý (h) – 32D/16Q/16Č dvouhra • čtyřhra             | Jannik Sinner 7–6(9–7), 4–6, 6–3                                     | Daniil Medveděv                   | Stefanos Tsitsipas Andrej Rubljov      | Karen Chačanov Borna Gojo Alexander Zverev Frances Tiafoe                    |
| 23. října         | Erste Bank Open Vídeň, Rakousko ATP 500 2 559 790 € – tvrdý (h) – 32D/16Q/16Č dvouhra • čtyřhra             | Rajeev Ram Joe Salisbury 6–4, 5–7, [12–10]                           | Nathaniel Lammons Jackson Withrow | Stefanos Tsitsipas Andrej Rubljov      | Karen Chačanov Borna Gojo Alexander Zverev Frances Tiafoe                    |
| 30. října         | Rolex Paris Masters Paříž, Francie ATP Masters 1000 6 748 815 € – tvrdý (h) – 56D/28Q/24Č dvouhra • čtyřhra | Novak Djoković 6–4, 6–3                                              | Grigor Dimitrov                   | Andrej Rubljov Stefanos Tsitsipas      | Holger Rune Alex de Minaur Hubert Hurkacz Karen Chačanov                     |
| 30. října         | Rolex Paris Masters Paříž, Francie ATP Masters 1000 6 748 815 € – tvrdý (h) – 56D/28Q/24Č dvouhra • čtyřhra | Santiago González Édouard Roger-Vasselin 6–2, 5–7, [10–7]            | Rohan Bopanna Matthew Ebden       | Andrej Rubljov Stefanos Tsitsipas      | Holger Rune Alex de Minaur Hubert Hurkacz Karen Chačanov                     |

### Listopad
| Týden od      | Turnaj | Vítězové                                              | Finalisté                          | Semifinalisté                       | Čtvrtfinalisté                                                                                 |
| ------------- | --- | ----------------------------------------------------- | ---------------------------------- | ----------------------------------- | ---------------------------------------------------------------------------------------------- |
| 6. listopadu  | Moselle Open Mety, Francie ATP 250 630 705 € – tvrdý (h) – 28D/16Q/16Č dvouhra • čtyřhra                        | Ugo Humbert 6–3, 6–3                                  | Alexandr Ševčenko                  | Fabio Fognini Pierre-Hugues Herbert | Lorenzo Sonego Harold Mayot Karen Chačanov Luca Van Assche                                     |
| 6. listopadu  | Moselle Open Mety, Francie ATP 250 630 705 € – tvrdý (h) – 28D/16Q/16Č dvouhra • čtyřhra                        | Hugo Nys Jan Zieliński 6–4, 6–4                       | Constantin Frantzen Hendrik Jebens | Fabio Fognini Pierre-Hugues Herbert | Lorenzo Sonego Harold Mayot Karen Chačanov Luca Van Assche                                     |
| 6. listopadu  | Sofia Open Sofie, Bulharsko ATP 250 630 705 € – tvrdý (h) – 28D/16Q/16Č dvouhra • čtyřhra                       | Adrian Mannarino 7–6(8–6), 2–6, 6–3                   | Jack Draper                        | Jan-Lennard Struff Pavel Kotov      | Cem İlkel Fábián Marozsán Márton Fucsovics Sebastian Ofner                                     |
| 6. listopadu  | Sofia Open Sofie, Bulharsko ATP 250 630 705 € – tvrdý (h) – 28D/16Q/16Č dvouhra • čtyřhra                       | Gonzalo Escobar Oleksandr Nedověsov 6–3, 3–6, [13–11] | Julian Cash Nikola Mektić          | Jan-Lennard Struff Pavel Kotov      | Cem İlkel Fábián Marozsán Márton Fucsovics Sebastian Ofner                                     |
| 13. listopadu | ATP Finals Turín, Itálie ATP Finals 15 000 000 $ – tvrdý (h) 8D/8Č (ZS) dvouhra • čtyřhra                       | Novak Djoković 6–3, 6–3                               | Jannik Sinner                      | Daniil Medveděv Carlos Alcaraz      | Základní skupina Holger Rune Hubert Hurkacz Stefanos Tsitsipas Alexander Zverev Andrej Rubljov |
| 13. listopadu | ATP Finals Turín, Itálie ATP Finals 15 000 000 $ – tvrdý (h) 8D/8Č (ZS) dvouhra • čtyřhra                       | Rajeev Ram Joe Salisbury 6–3, 6–4                     | Marcel Granollers Horacio Zeballos | Daniil Medveděv Carlos Alcaraz      | Základní skupina Holger Rune Hubert Hurkacz Stefanos Tsitsipas Alexander Zverev Andrej Rubljov |
| 20. listopadu | Davis Cup, vyřazovací fáze finále Málaga, Španělsko 9 600 000 $ – tvrdý (h) – 8 týmů                            | Itálie 2–0                                            | Austrálie                          | Finsko Srbsko                       | Kanada Česko Nizozemsko Velká Británie                                                         |
| 27. listopadu | Next Gen ATP Finals Džidda, Saúdská Arábie Next Generation ATP Finals 2 000 000 $ – tvrdý (h) – 8D (ZS) dvouhra | Hamad Medjedović 3–4(6–8), 4–1, 4–2, 3–4(9–11), 4–1   | Arthur Fils                        | Luca Van Assche Dominic Stricker    | Základní skupina Flavio Cobolli Luca Nardi Abdullah Shelbayh Alex Michelsen                    |

### Zrušené turnaje
Seznam zrušených turnajů.
| Týden od     | turnaj                                                    | okolnosti zrušení                                                     |
| ------------ | --------------------------------------------------------- | --------------------------------------------------------------------- |
| 16. října    | Kremlin Cup Moskva, Rusko ATP 250 tvrdý (h)               | zrušeno pro ruskou invazi na Ukrajinu                                 |
| 6. listopadu | Tel Aviv Watergen Open Tel Aviv, Izrael ATP 250 tvrdý (h) | probíhající konflikt Hamásu a Izraele, nahrazen bulharským Sofia Open |

## Statistiky

### Tituly podle tenistů
|        |                               | Grand Slam | Grand Slam | Grand Slam | Turnaj mistrů | Turnaj mistrů | ATP 1000 | ATP 1000 | ATP 500 | ATP 500 | ATP 250 | ATP 250 | Celkem | Celkem | Celkem |
| Celkem | Tenista                       | D          | Č          | X          | D             | Č             | D        | Č        | D       | Č       | D       | Č       | D      | Č      | X      |
| ------ | ----------------------------- | ---------- | ---------- | ---------- | ------------- | ------------- | -------- | -------- | ------- | ------- | ------- | ------- | ------ | ------ | ------ |
| 7      | Novak Djoković (SRB)          | ●          |            |            | ●             |               | ●        |          |         |         | ●       |         | 7      | 0      | 0      |
| 6      | Carlos Alcaraz (ESP)          | ●          |            |            |               |               | ●        |          | ●       |         | ●       |         | 6      | 0      | 0      |
| 5      | Ivan Dodig (CRO)              |            | ●          |            |               |               |          | ●        |         | ●       |         |         | 0      | 5      | 0      |
| 5      | Austin Krajicek (USA)         |            | ●          |            |               |               |          | ●        |         | ●       |         |         | 0      | 5      | 0      |
| 5      | Daniil Medveděv               |            |            |            |               |               | ●        |          | ●       |         | ●       |         | 5      | 0      | 0      |
| 5      | Santiago González (MEX)       |            |            |            |               |               |          | ●        |         | ●       |         | ●       | 0      | 5      | 0      |
| 5      | Édouard Roger-Vasselin (FRA)  |            |            |            |               |               |          | ●        |         | ●       |         | ●       | 0      | 5      | 0      |
| 5      | Máximo González (ARG)         |            |            |            |               |               |          | ●        |         | ●       |         | ●       | 0      | 5      | 0      |
| 5      | Andrés Molteni (ARG)          |            |            |            |               |               |          | ●        |         | ●       |         | ●       | 0      | 5      | 0      |
| 4      | Rajeev Ram (USA)              |            | ●          |            |               | ●             |          |          |         | ●       |         | ●       | 0      | 4      | 0      |
| 4      | Joe Salisbury (GBR)           |            | ●          |            |               | ●             |          |          |         | ●       |         | ●       | 0      | 4      | 0      |
| 4      | Mate Pavić (CRO)              |            |            | ●          |               |               |          |          |         |         |         | ●       | 0      | 3      | 1      |
| 4      | Jannik Sinner (ITA)           |            |            |            |               |               | ●        |          | ●       |         | ●       |         | 4      | 0      | 0      |
| 4      | Jamie Murray (GBR)            |            |            |            |               |               |          |          |         |         |         | ●       | 0      | 4      | 0      |
| 4      | Nathaniel Lammons (USA)       |            |            |            |               |               |          |          |         |         |         | ●       | 0      | 4      | 0      |
| 4      | Michael Venus (NZL)           |            |            |            |               |               |          |          |         |         |         | ●       | 0      | 4      | 0      |
| 4      | Jackson Withrow (USA)         |            |            |            |               |               |          |          |         |         |         | ●       | 0      | 4      | 0      |
| 3      | Andrej Rubljov                |            |            |            |               |               | ●        | ●        |         |         | ●       |         | 2      | 1      | 0      |
| 3      | Marcelo Arévalo (ESA)         |            |            |            |               |               |          | ●        |         |         |         | ●       | 0      | 3      | 0      |
| 3      | Jean-Julien Rojer (NED)       |            |            |            |               |               |          | ●        |         |         |         | ●       | 0      | 3      | 0      |
| 3      | Alexander Erler (AUT)         |            |            |            |               |               |          |          |         | ●       |         | ●       | 0      | 3      | 0      |
| 3      | Lucas Miedler (AUT)           |            |            |            |               |               |          |          |         | ●       |         | ●       | 0      | 3      | 0      |
| 3      | Sebastián Báez (ARG)          |            |            |            |               |               |          |          |         |         | ●       |         | 3      | 0      | 0      |
| 3      | Adrian Mannarino (FRA)        |            |            |            |               |               |          |          |         |         | ●       |         | 3      | 0      | 0      |
| 3      | Nikola Mektić (CRO)           |            |            |            |               |               |          |          |         |         |         | ●       | 0      | 3      | 0      |
| 2      | Rinky Hijikata (AUS)          |            | ●          |            |               |               |          |          |         | ●       |         |         | 0      | 2      | 0      |
| 2      | Tim Pütz (GER)                |            |            | ●          |               |               |          |          |         | ●       |         |         | 0      | 1      | 1      |
| 2      | Wesley Koolhof (NED)          |            | ●          |            |               |               |          |          |         |         |         | ●       | 0      | 2      | 0      |
| 2      | Neal Skupski (GBR)            |            | ●          |            |               |               |          |          |         |         |         | ●       | 0      | 2      | 0      |
| 2      | Harri Heliövaara (FIN)        |            |            | ●          |               |               |          |          |         |         |         | ●       | 0      | 1      | 1      |
| 2      | Hubert Hurkacz (POL)          |            |            |            |               |               | ●        |          |         |         | ●       |         | 2      | 0      | 0      |
| 2      | Karen Chačanov                |            |            |            |               |               |          | ●        |         |         | ●       |         | 1      | 1      | 0      |
| 2      | Rohan Bopanna (IND)           |            |            |            |               |               |          | ●        |         |         |         | ●       | 0      | 2      | 0      |
| 2      | Matthew Ebden (AUS)           |            |            |            |               |               |          | ●        |         |         |         | ●       | 0      | 2      | 0      |
| 2      | Hugo Nys (MON)                |            |            |            |               |               |          | ●        |         |         |         | ●       | 0      | 2      | 0      |
| 2      | Jan Zieliński (POL)           |            |            |            |               |               |          | ●        |         |         |         | ●       | 0      | 2      | 0      |
| 2      | Alexandr Bublik (KAZ)         |            |            |            |               |               |          |          | ●       |         | ●       |         | 2      | 0      | 0      |
| 2      | Alexander Zverev (GER)        |            |            |            |               |               |          |          | ●       |         | ●       |         | 2      | 0      | 0      |
| 2      | Max Purcell (AUS)             |            |            |            |               |               |          |          |         | ●       |         | ●       | 0      | 2      | 0      |
| 2      | Taylor Fritz (USA)            |            |            |            |               |               |          |          |         |         | ●       |         | 2      | 0      | 0      |
| 2      | Tallon Griekspoor (NED)       |            |            |            |               |               |          |          |         |         | ●       |         | 2      | 0      | 0      |
| 2      | Nicolás Jarry (CHI)           |            |            |            |               |               |          |          |         |         | ●       |         | 2      | 0      | 0      |
| 2      | Frances Tiafoe (USA)          |            |            |            |               |               |          |          |         |         | ●       |         | 2      | 0      | 0      |
| 2      | Stefanos Tsitsipas (GRE)      |            |            |            |               |               |          |          |         |         | ●       | ●       | 1      | 1      | 0      |
| 2      | Gonzalo Escobar (ECU)         |            |            |            |               |               |          |          |         |         |         | ●       | 0      | 2      | 0      |
| 2      | Sander Gillé (BEL)            |            |            |            |               |               |          |          |         |         |         | ●       | 0      | 2      | 0      |
| 2      | Oleksandr Nedověsov (KAZ)     |            |            |            |               |               |          |          |         |         |         | ●       | 0      | 2      | 0      |
| 2      | Andrea Vavassori (ITA)        |            |            |            |               |               |          |          |         |         |         | ●       | 0      | 2      | 0      |
| 2      | Joran Vliegen (BEL)           |            |            |            |               |               |          |          |         |         |         | ●       | 0      | 2      | 0      |
| 1      | Jason Kubler (AUS)            |            | ●          |            |               |               |          |          |         |         |         |         | 0      | 1      | 0      |
| 1      | Rafael Matos (BRA)            |            |            | ●          |               |               |          |          |         |         |         |         | 0      | 0      | 1      |
| 1      | Marcel Granollers (ESP)       |            |            |            |               |               |          | ●        |         |         |         |         | 0      | 1      | 0      |
| 1      | Horacio Zeballos (ARG)        |            |            |            |               |               |          | ●        |         |         |         |         | 0      | 1      | 0      |
| 1      | Félix Auger-Aliassime (CAN)   |            |            |            |               |               |          |          | ●       |         |         |         | 1      | 0      | 0      |
| 1      | Daniel Evans (GBR)            |            |            |            |               |               |          |          | ●       |         |         |         | 1      | 0      | 0      |
| 1      | Alex de Minaur (AUS)          |            |            |            |               |               |          |          | ●       |         |         |         | 1      | 0      | 0      |
| 1      | Cameron Norrie (GBR)          |            |            |            |               |               |          |          | ●       |         |         |         | 1      | 0      | 0      |
| 1      | Ben Shelton (USA)             |            |            |            |               |               |          |          | ●       |         |         |         | 1      | 0      | 0      |
| 1      | Maxime Cressy (USA)           |            |            |            |               |               |          |          |         | ●       |         |         | 0      | 1      | 0      |
| 1      | Kevin Krawietz (GER)          |            |            |            |               |               |          |          |         | ●       |         |         | 0      | 1      | 0      |
| 1      | Fabrice Martin (FRA)          |            |            |            |               |               |          |          |         | ●       |         |         | 0      | 1      | 0      |
| 1      | Marcelo Melo (BRA)            |            |            |            |               |               |          |          |         | ●       |         |         | 0      | 1      | 0      |
| 1      | John Peers (AUS)              |            |            |            |               |               |          |          |         | ●       |         |         | 0      | 1      | 0      |
| 1      | Roberto Carballés Baena (ESP) |            |            |            |               |               |          |          |         |         | ●       |         | 1      | 0      | 0      |
| 1      | Pedro Cachín (ARG)            |            |            |            |               |               |          |          |         |         | ●       |         | 1      | 0      | 0      |
| 1      | Francisco Cerúndolo (ARG)     |            |            |            |               |               |          |          |         |         | ●       |         | 1      | 0      | 0      |
| 1      | Christopher Eubanks (USA)     |            |            |            |               |               |          |          |         |         | ●       |         | 1      | 0      | 0      |
| 1      | Arthur Fils (FRA)             |            |            |            |               |               |          |          |         |         | ●       |         | 1      | 0      | 0      |
| 1      | Richard Gasquet (FRA)         |            |            |            |               |               |          |          |         |         | ●       |         | 1      | 0      | 0      |
| 1      | Ugo Humbert (FRA)             |            |            |            |               |               |          |          |         |         | ●       |         | 1      | 0      | 0      |
| 1      | Kwon Sun-u (KOR)              |            |            |            |               |               |          |          |         |         | ●       |         | 1      | 0      | 0      |
| 1      | Dušan Lajović (SRB)           |            |            |            |               |               |          |          |         |         | ●       |         | 1      | 0      | 0      |
| 1      | Gaël Monfils (FRA)            |            |            |            |               |               |          |          |         |         | ●       |         | 1      | 0      | 0      |
| 1      | Alexei Popyrin (AUS)          |            |            |            |               |               |          |          |         |         | ●       |         | 1      | 0      | 0      |
| 1      | Holger Rune (DEN)             |            |            |            |               |               |          |          |         |         | ●       |         | 1      | 0      | 0      |
| 1      | Casper Ruud (NOR)             |            |            |            |               |               |          |          |         |         | ●       |         | 1      | 0      | 0      |
| 1      | Wu I-ping (CHN)               |            |            |            |               |               |          |          |         |         | ●       |         | 1      | 0      | 0      |
| 1      | Juki Bhambri (IND)            |            |            |            |               |               |          |          |         |         |         | ●       | 0      | 1      | 0      |
| 1      | Simone Bolelli (ITA)          |            |            |            |               |               |          |          |         |         |         | ●       | 0      | 1      | 0      |
| 1      | Marcelo Demoliner (BRA)       |            |            |            |               |               |          |          |         |         |         | ●       | 0      | 1      | 0      |
| 1      | Sadio Doumbia (FRA)           |            |            |            |               |               |          |          |         |         |         | ●       | 0      | 1      | 0      |
| 1      | Fabio Fognini (ITA)           |            |            |            |               |               |          |          |         |         |         | ●       | 0      | 1      | 0      |
| 1      | Lloyd Glasspool (GBR)         |            |            |            |               |               |          |          |         |         |         | ●       | 0      | 1      | 0      |
| 1      | Andrej Golubjev (KAZ)         |            |            |            |               |               |          |          |         |         |         | ●       | 0      | 1      | 0      |
| 1      | Robin Haase (NED)             |            |            |            |               |               |          |          |         |         |         | ●       | 0      | 1      | 0      |
| 1      | Lloyd Harris (RSA)            |            |            |            |               |               |          |          |         |         |         | ●       | 0      | 1      | 0      |
| 1      | Matwé Middelkoop (NED)        |            |            |            |               |               |          |          |         |         |         | ●       | 0      | 1      | 0      |
| 1      | Denys Molčanov (UKR)          |            |            |            |               |               |          |          |         |         |         | ●       | 0      | 1      | 0      |
| 1      | Andrea Pellegrino (ITA)       |            |            |            |               |               |          |          |         |         |         | ●       | 0      | 1      | 0      |
| 1      | Fabien Reboul (FRA)           |            |            |            |               |               |          |          |         |         |         | ●       | 0      | 1      | 0      |
| 1      | Blaž Rola (SLO)               |            |            |            |               |               |          |          |         |         |         | ●       | 0      | 1      | 0      |
| 1      | Nino Serdarušić (CRO)         |            |            |            |               |               |          |          |         |         |         | ●       | 0      | 1      | 0      |
| 1      | Dominic Stricker (SUI)        |            |            |            |               |               |          |          |         |         |         | ●       | 0      | 1      | 0      |
| 1      | Jordan Thompson (AUS)         |            |            |            |               |               |          |          |         |         |         | ●       | 0      | 1      | 0      |
| 1      | Petros Tsitsipas (GRE)        |            |            |            |               |               |          |          |         |         |         | ●       | 0      | 1      | 0      |
| 1      | Stan Wawrinka (SUI)           |            |            |            |               |               |          |          |         |         |         | ●       | 0      | 1      | 0      |

### Tituly podle států
|        |                        | Grand Slam | Grand Slam | Grand Slam | Turnaj mistrů | Turnaj mistrů | ATP 1000 | ATP 1000 | ATP 500 | ATP 500 | ATP 250 | ATP 250 | Celkem | Celkem | Celkem |
| Celkem | Stát                   | D          | Č          | X          | D             | Č             | D        | Č        | D       | Č       | D       | Č       | D      | Č      | X      |
| ------ | ---------------------- | ---------- | ---------- | ---------- | ------------- | ------------- | -------- | -------- | ------- | ------- | ------- | ------- | ------ | ------ | ------ |
| 20     | Spojené státy americké |            | 2          |            |               | 1             |          | 1        | 1       | 5       | 5       | 5       | 6      | 14     | 0      |
| 14     | Francie                |            |            |            |               |               |          | 2        |         | 2       | 7       | 3       | 7      | 7      | 0      |
| 13     | Spojené království     |            | 2          |            |               | 1             |          |          | 2       | 1       |         | 7       | 2      | 11     | 0      |
| 11     | Argentina              |            |            |            |               |               |          | 2        |         | 3       | 5       | 1       | 5      | 6      | 0      |
| 10     | Chorvatsko             |            | 1          | 1          |               |               |          | 1        |         | 3       |         | 4       | 0      | 9      | 1      |
| 8      | Srbsko                 | 3          |            |            | 1             |               | 2        |          |         |         | 2       |         | 8      | 0      | 0      |
| 8      | Španělsko              | 1          |            |            |               |               | 2        | 1        | 2       |         | 2       |         | 7      | 1      | 0      |
| 8      | Austrálie              |            | 1          |            |               |               |          | 1        | 1       | 2       | 1       | 2       | 2      | 6      | 0      |
| 8      | Nizozemsko             |            | 1          |            |               |               |          | 1        |         |         | 2       | 4       | 2      | 6      | 0      |
| 7      | Itálie                 |            |            |            |               |               | 1        |          | 2       |         | 1       | 3       | 4      | 3      | 0      |
| 5      | Mexiko                 |            |            |            |               |               |          | 2        |         | 1       |         | 2       | 0      | 5      | 0      |
| 5      | Kazachstán             |            |            |            |               |               |          |          | 1       |         | 1       | 3       | 2      | 3      | 0      |
| 4      | Německo                |            |            | 1          |               |               |          |          | 1       | 1       | 1       |         | 2      | 1      | 1      |
| 4      | Polsko                 |            |            |            |               |               | 1        | 1        |         |         | 1       |         | 2      | 2      | 0      |
| 4      | Nový Zéland            |            |            |            |               |               |          |          |         |         |         | 4       | 0      | 4      | 0      |
| 3      | Brazílie               |            |            | 1          |               |               |          |          |         | 1       |         | 1       | 0      | 2      | 1      |
| 3      | Salvador               |            |            |            |               |               |          | 1        |         |         |         | 2       | 0      | 3      | 0      |
| 3      | Indie                  |            |            |            |               |               |          | 1        |         |         |         | 2       | 0      | 3      | 0      |
| 3      | Rakousko               |            |            |            |               |               |          |          |         | 1       |         | 2       | 0      | 3      | 0      |
| 2      | Finsko                 |            |            | 1          |               |               |          |          |         |         |         | 1       | 0      | 1      | 1      |
| 2      | Monako                 |            |            |            |               |               |          | 1        |         |         |         | 1       | 0      | 2      | 0      |
| 2      | Chile                  |            |            |            |               |               |          |          |         |         | 2       |         | 2      | 0      | 0      |
| 2      | Řecko                  |            |            |            |               |               |          |          |         |         | 1       | 1       | 1      | 1      | 0      |
| 2      | Belgie                 |            |            |            |               |               |          |          |         |         |         | 2       | 0      | 2      | 0      |
| 2      | Ekvádor                |            |            |            |               |               |          |          |         |         |         | 2       | 0      | 2      | 0      |
| 1      | Kanada                 |            |            |            |               |               |          |          | 1       |         |         |         | 1      | 0      | 0      |
| 1      | Čína                   |            |            |            |               |               |          |          |         |         | 1       |         | 1      | 0      | 0      |
| 1      | Dánsko                 |            |            |            |               |               |          |          |         |         | 1       |         | 1      | 0      | 0      |
| 1      | Norsko                 |            |            |            |               |               |          |          |         |         | 1       |         | 1      | 0      | 0      |
| 1      | Jižní Korea            |            |            |            |               |               |          |          |         |         | 1       |         | 1      | 0      | 0      |
| 1      | Slovinsko              |            |            |            |               |               |          |          |         |         |         | 1       | 0      | 1      | 0      |
| 1      | Jižní Afrika           |            |            |            |               |               |          |          |         |         |         | 1       | 0      | 1      | 0      |
| 1      | Švýcarsko              |            |            |            |               |               |          |          |         |         |         | 1       | 0      | 1      | 0      |
| 1      | Ukrajina               |            |            |            |               |               |          |          |         |         |         | 1       | 0      | 1      | 0      |

### Premiérové tituly
Hráči, kteří získali první titul ve dvouhře, čtyřhře nebo smíšené čtyřhře:

#### Dvouhra
- Tallon Griekspoor (26 let a 189 dní) – Puné (pavouk)
- Wu I-ping (23 let a 121 dní) – Dallas (pavouk)
- Arthur Fils (18 let a 349 dní) – Lyon (pavouk)
- Christopher Eubanks (27 let a 57 dní) – Mallorca (pavouk)
- Pedro Cachín (28 let a 102 dní) – Gstaad (pavouk)
- Ben Shelton (21 let a 13 dní) – Tokio (pavouk)

#### Čtyřhra
- Rinky Hijikata (21 let a 339 dní) – Australian Open (pavouk)
- Jason Kubler (29 let a 254 dní) – Australian Open (pavouk)
- Maxime Cressy (25 let a 300 dní) – Dubaj (pavouk)
- Andrea Pellegrino (25 let a 346 dní) – Santiago (pavouk)
- Karen Chačanov (26 let a 350 dní) – Madrid (pavouk)
- Juki Bhambri (30 let a 362 dní) – Mallorca (pavouk)
- Lloyd Harris (26 let a 127 dní) – Mallorca (pavouk)
- Oleksandr Nedověsov (36 let a 158 dní) – Båstad (pavouk)
- Blaž Rola (32 let a 297 dní) – Umag (pavouk)
- Nino Serdarušić (26 let a 228 dní) – Umag (pavouk)
- Sadio Doumbia (32 let a 287 dní) – Čcheng-tu (pavouk)
- Fabien Reboul (27 let a 290 dní) – Čcheng-tu (pavouk)
- Andrej Golubjev (36 let a 92 dní) – Stockholm (pavouk)
- Petros Tsitsipas (23 let a 87 dní) – Antverpy (pavouk)

#### Smíšená čtyřhra
- Rafael Matos (27 let a 21 dní) – Australian Open (pavouk)
- Tim Pütz (35 let a 201 dní) – French Open (pavouk)
- Harri Heliövaara (34 let a 97 dní) – US Open (pavouk)

### Obhájené tituly
Hráči, kteří obhájili titul ve dvouhře, čtyřhře nebo smíšené čtyřhře:

#### Dvouhra
- Carlos Alcaraz – Barcelona (pavouk), Madrid (pavouk)
- Holger Rune – Mnichov (pavouk)
- Félix Auger-Aliassime – Basilej (pavouk)
- Novak Djoković – ATP Finals (pavouk)

#### Čtyřhra
- Andrés Molteni – Córdoba (pavouk)
- Marcelo Arévalo – Delray Beach (pavouk)
- Jean-Julien Rojer – Delray Beach (pavouk)
- Wesley Koolhof – 's-Hertogenbosch (pavouk)
- Neal Skupski – 's-Hertogenbosch (pavouk)
- Mate Pavić – Stuttgart (pavouk), Eastbourne (pavouk)
- Nikola Mektić – Eastbourne (pavouk)
- Rajeev Ram – US Open (pavouk), ATP Finals (pavouk)
- Joe Salisbury – US Open (pavouk), ATP Finals (pavouk)
- Ivan Dodig – Peking (pavouk)

## Žebříček ATP
Konečný žebříček ATP a žebříček ATP Race to Turin pro Turnaj mistrů.

### Dvouhra
Tabulky uvádějí 20 nejvýše postavených tenistú na žebříčku ATP Race to Turin a konečném žebříčku ATP.
| Žebříček ATP Race (13. listopadu 2023) | Žebříček ATP Race (13. listopadu 2023) | Žebříček ATP Race (13. listopadu 2023) | Žebříček ATP Race (13. listopadu 2023) | Žebříček ATP Race (13. listopadu 2023) |
| Poř.                                   | tenista (✓ – kvalifikován)             | body                                   | turnajů                                |                                        |
| -------------------------------------- | -------------------------------------- | -------------------------------------- | -------------------------------------- | -------------------------------------- |
| 1.                                     | Novak Djoković (SRB) ✓                 | 9 945                                  | 11                                     |                                        |
| 2.                                     | Carlos Alcaraz (ESP) ✓                 | 8 455                                  | 16                                     |                                        |
| 3.                                     | Daniil Medveděv ✓                      | 7 200                                  | 21                                     |                                        |
| 4                                      | Jannik Sinner (ITA) ✓                  | 5 490                                  | 21                                     |                                        |
| 5.                                     | Andrej Rubljov ✓                       | 4 805                                  | 24                                     |                                        |
| 6.                                     | Stefanos Tsitsipas (GRE) ✓             | 4 235                                  | 23                                     |                                        |
| 7.                                     | Alexander Zverev (GER) ✓               | 3 585                                  | 26                                     |                                        |
| 8.                                     | Holger Rune (DEN) ✓                    | 3 460                                  | 22                                     |                                        |
| 9.                                     | Hubert Hurkacz (POL)                   | 3 245                                  | 23                                     |                                        |
| 10.                                    | Taylor Fritz (USA)                     | 3 100                                  | 26                                     |                                        |
| 11.                                    | Casper Ruud (NOR)                      | 2 825                                  | 20                                     |                                        |
| 12.                                    | Tommy Paul (USA)                       | 2 665                                  | 26                                     |                                        |
| 13.                                    | Alex de Minaur (AUS)                   | 2 605                                  | 25                                     |                                        |
| 14.                                    | Grigor Dimitrov (BUL)                  | 2 570                                  | 23                                     |                                        |
| 15.                                    | Karen Chačanov                         | 2 520                                  | 22                                     |                                        |
| 16.                                    | Frances Tiafoe (USA)                   | 2 310                                  | 22                                     |                                        |
| 17.                                    | Ben Shelton (USA)                      | 2 215                                  | 28                                     |                                        |
| 18.                                    | Cameron Norrie (GBR)                   | 1 940                                  | 24                                     |                                        |
| 19.                                    | Nicolás Jarry (CHI)                    | 1 810                                  | 22                                     |                                        |
| 20.                                    | Ugo Humbert (FRA)                      | 1 765                                  | 26                                     |                                        |

| 1.  | Novak Djoković (SRB)     | 11 245 | ▲ 4   |
| 2.  | Carlos Alcaraz (ESP)     | 8 855  | ▼ 1   |
| 3.  | Daniil Medveděv          | 7 600  | ▲ 4   |
| 4.  | Jannik Sinner (ITA)      | 6 490  | ▲ 11  |
| 5.  | Andrej Rubljov           | 4 805  | ▲ 3   |
| 6   | Stefanos Tsitsipas (GRE) | 4 235  | ▼ 2   |
| 7.  | Alexander Zverev (GER)   | 3 985  | ▲ 5   |
| 8.  | Holger Rune (DEN)        | 3 660  | ▲ 3   |
| 9.  | Hubert Hurkacz (POL)     | 3 245  | ▲ 1   |
| 10. | Taylor Fritz (USA)       | 3 100  | ▼ 1   |
| 11. | Casper Ruud (NOR)        | 2 825  | ▼ 8   |
| 12. | Alex de Minaur (AUS)     | 2 740  | ▲ 12  |
| 13. | Tommy Paul (USA)         | 2 665  | ▲ 19  |
| 14. | Grigor Dimitrov (BUL)    | 2 570  | ▲ 14  |
| 15. | Karen Chačanov           | 2 520  | ▲ 6   |
| 16. | Frances Tiafoe (USA)     | 2 310  | ▲ 3   |
| 17. | Ben Shelton (USA)        | 2 145  | ▲ 79  |
| 18. | Cameron Norrie (GBR)     | 1 940  | ▼ 4   |
| 19. | Nicolás Jarry (CHI)      | 1 810  | ▲ 133 |
| 20. | Ugo Humbert (FRA)        | 1 765  | ▲ 66  |

#### Světové jedničky ve dvouhře
Šestinásobná změna na čele žebříčku v první polovině roku, mezi lednem a červnem, byla nejčastější od roku 1983, kdy se pořadí na vrcholu změnilo sedmkrát.
| Světová jednička     | datum nástupu       | datum odchodu     |
| -------------------- | ------------------- | ----------------- |
| Carlos Alcaraz (ESP) | začátek sezóny 2023 | 29. ledna 2023    |
| Novak Djoković (SRB) | 30. ledna 2023      | 19. března 2023   |
| Carlos Alcaraz (ESP) | 20. března 2023     | 2. dubna 2023     |
| Novak Djoković (SRB) | 3. dubna 2023       | 21. května 2023   |
| Carlos Alcaraz (ESP) | 22. května 2023     | 11. června 2023   |
| Novak Djoković (SRB) | 12. června 2023     | 25. června 2023   |
| Carlos Alcaraz (ESP) | 26. června 2023     | 10. září 2023     |
| Novak Djoković (SRB) | 11. září 2023       | konec sezóny 2023 |

#### Nová žebříčková maxima
Hráči, kteří v sezóně 2023 zaznamenali kariérní maximum v první padesátce žebříčku ATP (ztučnění u jmen hráčů, kteří v první světové desítce debutovali a postavení při novém maximu v Top 10):
- Miomir Kecmanović (na 27. místo 16. ledna)
- Jack Draper (na 38. místo 16. ledna)
- Benjamin Bonzi (na 42. místo 6. února)
- Constant Lestienne (na 48. místo 6. února)
- J. J. Wolf (na 39. místo 13. února)
- Marc-Andrea Hüsler (na 47. místo 13. února)
- Federico Coria (na 49. místo 13. února)
- Taylor Fritz (na 5. místo 27. února)
- Emil Ruusuvuori (na 37. místo 3. dubna)
- Frances Tiafoe (na 11. místo 10. dubna)
- Roberto Carballés Baena (na 49. místo 10. dubna)
- Mikael Ymer (na 50. místo 17. dubna)
- Bernabé Zapata Miralles (na 37. místo 22. května)
- Francisco Cerúndolo (na 19. místo 12. června)
- Jan-Lennard Struff (na 21. místo 19. června)
- Jošihito Nišioka (na 24. místo 19. června)
- Tomás Martín Etcheverry (na 30. místo 19. června)
- Lorenzo Musetti (na 15. místo 26. června)
- Yannick Hanfmann (na 48. místo 26. června)
- Pedro Cachín (na 49. místo 24. července)
- Alexandr Bublik (na 25. místo 31. července)
- Christopher Eubanks (na 29. místo 31. července)
- Daniel Evans (na 21. místo 7. srpna)
- Pedro Cachín (na 48. místo 7. srpna)
- Tommy Paul (na 13. místo 14. srpna)
- Alejandro Davidovich Fokina (na 23. místo 14. srpna)
- Aleksandar Vukic (na 48. místo 14. srpna)
- Holger Rune (na 4. místo 21. srpna)
- Alejandro Davidovich Fokina (na 21. místo 21. srpna)
- Jiří Lehečka (na 29. místo 28. srpna)
- Sebastián Báez (na 27. místo 25. září)
- Jannik Sinner (na 4. místo 2. října)
- Alex de Minaur (na 11. místo 2. října)
- Tommy Paul (na 12. místo 2. října)
- Daniel Altmaier (na 47. místo 2. října)
- Sebastian Korda (na 23. místo 16. října)
- Mackenzie McDonald (na 37. místo 16. října)
- Max Purcell (na 40. místo 16. října)
- Ben Shelton (na 15. místo 23. října)
- Alexei Popyrin (na 39. místo 23. října)
- Arthur Fils (na 36. místo 30. října)
- Matteo Arnaldi (na 41. místo 30. října)
- Nicolás Jarry (na 19. místo 6. listopadu)
- Tallon Griekspoor (na 21. místo 6. listopadu)
- Roman Safiullin (na 39. místo 6. listopadu)
- Ugo Humbert (na 20. místo 13. listopadu)
- Sebastian Ofner (na 43. místo 13. listopadu)
- Alexandr Ševčenko (na 49. místo 13. listopadu)

### Čtyřhra
Tabulky uvádějí 10 nejvýše postavených párů na žebříčku ATP Race to Turin a 20 nejvýše postavených tenistů na konečném žebříčku ATP.
| Žebříček párů ATP Race (13. listopadu 2023) | Žebříček párů ATP Race (13. listopadu 2023)            | Žebříček párů ATP Race (13. listopadu 2023) | Žebříček párů ATP Race (13. listopadu 2023) | Žebříček párů ATP Race (13. listopadu 2023) |
| Poř.                                        | pár (✓ – kvalifikován)                                 | body                                        | turnajů                                     |                                             |
| ------------------------------------------- | ------------------------------------------------------ | ------------------------------------------- | ------------------------------------------- | ------------------------------------------- |
| 1.                                          | Ivan Dodig (CRO) Austin Krajicek (USA) ✓               | 6 330                                       | 19                                          |                                             |
| 2.                                          | Wesley Koolhof (NED) Neal Skupski (GBR) ✓              | 6 060                                       | 22                                          |                                             |
| 3.                                          | Rohan Bopanna (IND) Matthew Ebden (AUS) ✓              | 5 990                                       | 20                                          |                                             |
| 4.                                          | Santiago González (MEX) Édouard Roger-Vasselin (FRA) ✓ | 5 610                                       | 26                                          |                                             |
| 5.                                          | Marcel Granollers (ESP) Horacio Zeballos (ARG) ✓       | 5 127                                       | 20                                          |                                             |
| 6.                                          | Rajeev Ram (USA) Joe Salisbury (GBR) ✓                 | 4 822                                       | 22                                          |                                             |
| 7.                                          | Máximo González (ARG) Andrés Molteni (ARG) ✓           | 4 380                                       | 25                                          |                                             |
| 8.                                          | Nathaniel Lammons (USA) Jackson Withrow (USA)          | 4 025                                       | 33                                          |                                             |
| 9.                                          | Jamie Murray (GBR) Michael Venus (NZL)                 | 3 850                                       | 28                                          |                                             |
| 10.                                         | Marcelo Arévalo (ESA) Jean-Julien Rojer (NED)          | 3 840                                       | 23                                          |                                             |
|                                             |                                                        |                                             |                                             |                                             |
| 17.                                         | Rinky Hijikata (AUS) Jason Kubler (AUS) ✓              | 2 180                                       | 8                                           |                                             |

| 1.  | Austin Krajicek (USA)        | 7 130 | ▲ 9  |
| 2.  | Ivan Dodig (CRO)             | 6 620 | ▲ 7  |
| 3.  | Rohan Bopanna (IND)          | 6 390 | ▲ 16 |
| 4.  | Matthew Ebden (AUS)          | 6 390 | ▲ 22 |
| 5.  | Horacio Zeballos (ARG)       | 6 307 | ▲ 9  |
| 6.  | Rajeev Ram (USA)             | 6 290 | ▼ 3  |
| 7.  | Joe Salisbury (GBR)          | 6 290 | ▼ 3  |
| 8.  | Wesley Koolhof (NED)         | 6 170 | ▼ 7  |
| 9.  | Neal Skupski (GBR)           | 6 170 | ▼ 8  |
| 10. | Marcel Granollers (ESP)      | 6 127 | ▲ 7  |
| 11. | Santiago González (MEX)      | 5 830 | ▲ 17 |
| 11. | Édouard Roger-Vasselin (FRA) | 5 830 | ▲ 21 |
| 13. | Máximo González (ARG)        | 4 290 | ▲ 32 |
| 13. | Andrés Molteni (ARG)         | 4 290 | ▲ 25 |
| 15. | Hugo Nys (MON)               | 3 885 | ▲ 26 |
| 16. | Jamie Murray (GBR)           | 3 850 | ▲ 20 |
| 16. | Michael Venus (NZL)          | 3 850 | ▬    |
| 18. | Jean-Julien Rojer (NED)      | 3 840 | ▼ 12 |
| 19. | Marcelo Arévalo (ESA)        | 3 840 | ▼ 13 |
| 20. | Jan Zieliński (POL)          | 3 840 | ▲ 14 |

Vysvětlivky
1. ↑  Hijikata s Kublerem se kvalifikovali jako grandslamoví vítězové figurující na 17. příčce, tedy mezi 8. až 20. místem deblového žebříčku párů, na základě 2. bodu kvalifikačních kritérií.

#### Světové jedničky ve čtyřhře
| Světová jednička                        | datum nástupu       | datum odchodu     |
| --------------------------------------- | ------------------- | ----------------- |
| Wesley Koolhof (NED) Neal Skupski (GBR) | začátek sezóny 2023 | 15. ledna 2023    |
| Rajeev Ram (USA)                        | 16. ledna 2023      | 29. ledna 2023    |
| Wesley Koolhof (NED) Neal Skupski (GBR) | 30. ledna 2023      | 19. února 2023    |
| Rajeev Ram (USA)                        | 20. února 2023      | 5. března 2023    |
| Wesley Koolhof (NED) Neal Skupski (GBR) | 6. března 2023      | 11. června 2023   |
| Austin Krajicek (USA)                   | 12. června 2023     | 18. června 2023   |
| Wesley Koolhof (NED) Neal Skupski (GBR) | 19. června 2023     | 25. června 2023   |
| Austin Krajicek (USA)                   | 26. června 2023     | 16. července 2023 |
| Wesley Koolhof (NED) Neal Skupski (GBR) | 17. července 2023   | 10. září 2023     |
| Austin Krajicek (USA)                   | 11. září 2023       | konec sezóny 2023 |

#### Nová žebříčková maxima
Hráči, kteří v sezóně 2023 zaznamenali kariérní maximum v první padesátce žebříčku ATP (ztučnění u jmen hráčů, kteří v první světové desítce debutovali a postavení při novém maximu v Top 10):
- Matwé Middelkoop (na 18. místo 6. února)
- Rafael Matos (na 26. místo 6. února)
- David Vega Hernández  (na 28. místo 13. února)
- Fabrice Martin (na 19. místo 24. dubna)
- Alexander Erler (na 32. místo 8. května)
- Lucas Miedler (na 33. místo 8. května)
- Jason Kubler (na 27. místo 22. května)
- Robin Haase (na 29. místo 22. května)
- Julian Cash (na 48. místo 22. května)
- Henry Patten (na 50. místo 22. května)
- Austin Krajicek (na 1. místo 12. června)
- Lloyd Glasspool (na 7. místo 12. června)
- Harri Heliövaara (na 7. místo 12. června)
- Hugo Nys (na 12. místo 12. června)
- Jan Zieliński (na 7. místo 19. června)
- Sam Weissborn (na 50. místo  17. července)
- Andrea Vavassori (na 41. místo 31. července)
- Joran Vliegen (na 17. místo 7. srpna)
- Romain Arneodo (na 50. místo 14. srpna)
- Andrés Molteni (na 7. místo 21. srpna)
- Ivan Dodig (na 2. místo 11. září)
- Máximo González (na 10. místo 11. září)
- Nathaniel Lammons (na 27. místo 11. září)
- Albano Olivetti (na 49. místo 11. září)
- Sander Gillé (na 18. místo 25. září)
- Mackenzie McDonald (na 49. místo  2. října)
- Oleksandr Nedověsov (na 43. místo 16. října)
- Rinky Hijikata (na 23. místo 30. října)
- Robert Galloway (na 44. místo 30. října)
- Sadio Doumbia (na 34. místo 6. listopadu)
- Fabien Reboul (na 36. místo 6. listopadu)
- Andrej Rubljov (na 44. místo 6. listopadu)
- Julian Cash (na 47. místo 6. listopadu)
- Matthew Ebden (na 4. místo 13. listopadu)
- Santiago González (na 7. místo 13. listopadu)
- Jackson Withrow (na 22. místo 13. listopadu)

## Výdělek tenistů
| Nejvyšší výdělky tenistů                                      | Nejvyšší výdělky tenistů          | Nejvyšší výdělky tenistů | Nejvyšší výdělky tenistů | Nejvyšší výdělky tenistů | Nejvyšší výdělky tenistů |
| Poř.                                                          | tenista                           | ve dvouhře               | ve čtyřhře               | celkem v sezóně          | celkem v kariéře         |
| ------------------------------------------------------------- | --------------------------------- | ------------------------ | ------------------------ | ------------------------ | ------------------------ |
| 1.                                                            | Novak Djoković (SRB)              | 15 936 097 $             | 15 947 $                 | 15 952 044 $             | 180 643 353 $            |
| 2.                                                            | Carlos Alcaraz (ESP)              | 15 196 504 $             | 0 $                      | 15 196 504 $             | 27 026 147 $             |
| 3.                                                            | Daniil Medveděv                   | 11 548 023 $             | 0 $                      | 11 548 023 $             | 38 148 405 $             |
| 4.                                                            | Jannik Sinner (ITA)               | 10 405 251 $             | 51 013 $                 | 10 456 264 $             | 17 043 434 $             |
| 5.                                                            | Andrej Rubljov                    | 6 203 527 $              | 368 363 $                | 6 571 890 $              | 21 555 350 $             |
| 6.                                                            | Alexander Zverev (GER)            | 5 539 326 $              | 104 438 $                | 5 643 764 $              | 38 548 820 $             |
| 7.                                                            | Stefanos Tsitsipas (GRE)          | 5 336 859 $              | 152 251 $                | 5 489 110 $              | 28 620 740 $             |
| 8.                                                            | Holger Rune (DEN)                 | 4 924 364 $              | 22 511 $                 | 4 946 875 $              | 7 953 353 $              |
| 9.                                                            | Hubert Hurkacz (POL)              | 4 705 395 $              | 98 249 $                 | 4 803 644 $              | 13 634 122 $             |
| 10.                                                           | Taylor Fritz (USA)                | 3 923 569 $              | 95 648 $                 | 4 019 217 $              | 14 081 358 $             |
| 11.                                                           | Casper Ruud (NOR)                 | 3 447 195 $              | 26 082 $                 | 3 473 277 $              | 16 526 514 $             |
| 12.                                                           | Alex de Minaur (AUS)              | 3 291 391 $              | 91 074 $                 | 3 382 465 $              | 11 223 939 $             |
| 13.                                                           | Grigor Dimitrov (BUL)             | 3 137 978 $              | 38 548 $                 | 3 176 526 $              | 25 135 270 $             |
| 14.                                                           | Karen Chačanov                    | 2 668 214 $              | 317 135 $                | 2 985 349 $              | 15 211 374 $             |
| 15.                                                           | Frances Tiafoe (USA)              | 2 880 094 $              | 76 536 $                 | 2 956 630 $              | 10 208 806 $             |
| 16.                                                           | Tommy Paul (USA)                  | 2 866 093 $              | 64 920 $                 | 2 931 013 $              | 6 640 984 $              |
| 17.                                                           | Ben Shelton (USA)                 | 2 323 394 $              | 189 881 $                | 2 513 275 $              | 2 796 667 $              |
| 18.                                                           | Francisco Cerúndolo (ARG)         | 2 216 286 $              | 76 442 $                 | 2 292 728 $              | 3 852 638 $              |
| 19.                                                           | Lorenzo Musetti (ITA)             | 2 146 772 $              | 52 816 $                 | 2 199 588 $              | 4 909 753 $              |
| 20.                                                           | Alejandro Davidovich Fokina (ESP) | 2 152 466 $              | 39 053 $                 | 2 191 519 $              | 5 713 734 $              |
| částky v amerických dolarech; aktualizováno 25. prosince 2023 |                                   |                          |                          |                          |                          |

## Nejlepší zápasy podle ATPTour.com

### Nejlepších 5 zápasů na Grand Slamu
|    | Turnaj          | kolo    | povrch | vítěz              | poražený           | výsledek                                | [ 17 ]                                  |
| -- | --------------- | ------- | ------ | ------------------ | ------------------ | --------------------------------------- | --------------------------------------- |
| 1. | Wimbledon       | finále  | tráva  | Carlos Alcaraz     | Novak Djoković     | 1–6, 7–6(8–6), 6–1, 3–6, 6–4            | 1–6, 7–6(8–6), 6–1, 3–6, 6–4            |
| 2. | Australian Open | 1. kolo | tvrdý  | Andy Murray        | Matteo Berrettini  | 6–3, 6–3, 4–6, 6–7(7–9), 7–6(10–6)      | 6–3, 6–3, 4–6, 6–7(7–9), 7–6(10–6)      |
| 3. | Australian Open | 2. kolo | tvrdý  | Andy Murray        | Thanasi Kokkinakis | 4–6, 6–7(4–7), 7–6(7–5), 6–3, 7–5       | 4–6, 6–7(4–7), 7–6(7–5), 6–3, 7–5       |
| 4. | US Open         | 4. kolo | tvrdý  | Alexander Zverev   | Jannik Sinner      | 6–4, 3–6, 6–2, 4–6, 6–3                 | 6–4, 3–6, 6–2, 4–6, 6–3                 |
| 5. | Wimbledon       | 1. kolo | tráva  | Stefanos Tsitsipas | Dominic Thiem      | 3–6, 7–6(7–1), 6–2, 6–7(5–7), 7–6(10–8) | 3–6, 7–6(7–1), 6–2, 6–7(5–7), 7–6(10–8) |

### Nejlepších 5 zápasů na ATP Tour
|    | Turnaj                 | kolo             | povrch       | vítěz           | poražený         | výsledek                 | [ 18 ]                   |
| -- | ---------------------- | ---------------- | ------------ | --------------- | ---------------- | ------------------------ | ------------------------ |
| 1. | Cincinnati Masters     | finále           | tvrdý        | Novak Djoković  | Carlos Alcaraz   | 5–7, 7–6(9–7), 7–6(7–4)  | 5–7, 7–6(9–7), 7–6(7–4)  |
| 2. | ATP Finals             | základní skupina | tvrdý (hala) | Jannik Sinner   | Novak Djoković   | 7–5, 6–7(5–7), 7–6(7–2)  | 7–5, 6–7(5–7), 7–6(7–2)  |
| 3. | Miami Open             | semifinále       | tvrdý        | Jannik Sinner   | Carlos Alcaraz   | 6–7(4–7), 6–4, 6–2       | 6–7(4–7), 6–4, 6–2       |
| 4. | Adelaide International | finále           | tvrdý        | Novak Djoković  | Sebastian Korda  | 6–7(8–10), 7–6(7–3), 6–4 | 6–7(8–10), 7–6(7–3), 6–4 |
| 5. | Indian Wells Masters   | 4. kolo          | tvrdý        | Daniil Medveděv | Alexander Zverev | 6–7(5–7), 7–6(7–5), 7–5  | 6–7(5–7), 7–6(7–5), 7–5  |

## Ukončení kariéry
Seznam uvádí tenisty (vítěze turnaje ATP, anebo ty, kteří byli klasifikováni alespoň jeden týden v Top 100 dvouhry a/nebo Top 100 čtyřhry žebříčku ATP), jež ohlásili ukončení profesionální kariéry, neodehráli za více než 52 uplynulých týdnů žádný turnaj, nebo jim byl v sezóně 2023 uložen stálý zákaz hraní:
- Pablo Andújar (* 23. ledna 1986 Cuenca, Španělsko), profesionál od roku 2004, na singlovém žebříčku ATP nejvýše figuroval na 32. místě v červenci 2015 a ve čtyřhře na 74. místě během prosince 2012. Na okruhu ATP Tour vyhrál  čtyři tituly ve dvouhře včetně tří na marockém Grand Prix Hassan II. Na grandslamu si zahrál singlové osmifinále US Open 2019 a semifinále čtyřhry French Open 2021. V prosinci 2022 oznámil, že následující sezóna bude jeho poslední.[19] Závěrečnou hlavní soutěž túry ATP odehrál na dubnovém Barcelona Open 2023 a o týden později skončil v kvalifikaci Mutua Madrid Open. V listopadu 2023 ještě nastoupil k jedné dvouhře na valencijském challengeru.[20][21]
- Matthias Bachinger (* 2. dubna 1987 Mnichov, Spolková republika Německo), profesionál od roku 2005, na singlovém žebříčku ATP nejvýše figuroval na 85. místě v srpnu 2011 a ve čtyřhře na 151. místě během října téhož roku. Na okruhu ATP Tour nevyhrál žádný titul, když prohrál finále dvouhry Moselle Open 2018 i souboj o deblovou trofej na Atlanta Tennis Championships 2011. Na grandslamu si zahrál druhá kola US Open 2014 a Australian Open 2015. Kariéru uzavřel ve čtyřhře dubnového BMW Open 2023 v rodném Mnichově.[22]
- Thomaz Bellucci (* 30. prosince 1987 Tietê, Brazílie), profesionál od roku 2005, na singlovém žebříčku ATP nejvýše figuroval na 21. místě v červenci 2010 a ve čtyřhře na 70. místě během července 2013. Na okruhu ATP Tour vyhrál čtyři tituly ve dvouhře a jeden ve čtyřhře. Na grandslamu si zahrál singlové osmifinále French Open 2010, deblové čtvrtfinále Australian Open 2013 a semifinále mixu French Open 2011. Na letní olympiádě 2016 v Riu de Janeiru vypadl ve čtvrtfinále. Poslední turnaj odehrál na únorovém Rio Open 2023.[23]
- Juan Sebastián Cabal (* 25. dubna 1986 Cali, Kolumbie), profesionál od roku 2005, na singlovém žebříčku ATP nejvýše figuroval na 184. místě v únoru 2011 a ve čtyřhře na 1. místě během července 2019. Na okruhu ATP Tour vyhrál dvacet deblových titulů. Na grandslamu triumfoval ve čtyřhře Wimbledonu a US Open 2019, stejně jako v mixu Australian Open 2017. Poražen skončil v soubojích o deblový titul na French Open 2011 a Australian Open 2018. Se stálým spoluhráčem Robertem Farahem se na túře ATP rozloučili zářijovým US Open 2023 a o týden později odehráli poslední čtyhřu v 1. světové skupině Davis Cupu proti Ukrajině.[24]
- Malek Džazírí (* 20. ledna 1984 Bizerta, Tunisko), profesionál od roku 2003, na singlovém žebříčku ATP nejvýše figuroval na 42. místě v lednu 2019 a ve čtyřhře na 73. místě během srpna téhož roku. Na okruhu ATP Tour prohrál v jediném finále na Istanbul Open 2018 s Tarem Danielem. Na challengerech vyhrál sedmnáct singlových a čtrnáct deblových titulů. Grandslamovým maximem ve dvouhře se stala třetí kola na Australian Open 2015 a 2017, ve čtyřhře pak semifinále US Open 2018, které s Raduem Albotem odehráli jako náhradníci. Tunisko reprezentoval v Davisově poháru a na letních olympiádách 2012 a 2016. Kariéru ukončil na Dubai Tennis Championships 2023.[25]
- Jérémy Chardy (* 12. února 1987 Pau, Francie), profesionál od roku 2005, na singlovém žebříčku ATP nejvýše figuroval na 25. místě v lednu 2013 a ve čtyřhře na 24. místě během února 2020. Na okruhu ATP Tour vyhrál jeden singlový a sedm deblových turnajů. Na grandslamu si zahrál čtvrtfinále Australian Open	2013 a deblové finále na French Open 2019. Byl členem francouzského vítězného týmu v Davis Cupu 2017. Na odložené tokijské olympiádě 2020 se probojoval do čtvrtfinále. Posledním turnajem se stal Wimbledon 2023, na němž odehrál dvouhru i čtyřhru.[26][21]
- Thomas Fabbiano (* 26. května 1989 Grottaglie, Itálie), profesionál od roku 2005, na singlovém žebříčku ATP nejvýše figuroval na 70. místě v září 2017 a ve čtyřhře na 208. místě během července 2009. Na okruhu ATP Tour nevyhrál žádný turnaj. V rámci challengerů získal tři tituly ve dvouhře a šest ve čtyřhře. Na grandslamu nepřekročil třetí kolo. Závěrečnou událostí se pro něj stal zugský challenger v červenci 2022 a ukončení kariéry oznámil v březnu 2023.[27]
- Robert Farah (* 20. ledna 1987 Montréal, Kanada), kolumbijský profesionál od roku 2010, na singlovém žebříčku ATP nejvýše figuroval na 163. místě v červnu 2011 a ve čtyřhře na 1. místě během července 2019. Na okruhu ATP Tour vyhrál devatenáct deblových titulů. Na grandslamu triumfoval ve čtyřhře Wimbledonu a US Open 2019. Poražen skončil v soubojích o deblový titul na Australian Open 2018 a ve finále mixu Wimbledonu 2016 a French Open 2017. Se stálým spoluhráčem Juanem Sebastiánem Cabalem se na túře ATP rozloučili zářijovým US Open 2023 a o týden později odehráli poslední čtyhřu v 1. světové skupině Davis Cupu proti Ukrajině.[24]
- Peter Gojowczyk (* 15. července 1989 Dachau, Spolková republika Německo), profesionál od roku 2006, na singlovém žebříčku ATP nejvýše figuroval na 39. místě v červnu 2018 a ve čtyřhře na 348. místě během dubna 2019. Na okruhu ATP Tour vyhrál  Moselle Open 2017 a z finále Delray Beach Open a Geneva Open 2018 odešel poražen. Na grandslamu si zahrál osmifinále US Open 2021. V německém týmu byl součástí výběru, který se probojoval do světového semifinále 2021. Ukončení kariéry oznámil po listopadovém vyřazení v kvalifikaci Moselle Open 2023.[28]
- Treat Conrad Huey (* 28. srpna 1985 Washington, D.C., Spojené státy americké), americko-filipínský profesionál od roku 2008, na singlovém žebříčku ATP nejvýše figuroval na 689. místě v listopadu 2009 a ve čtyřhře na 18. místě během července 2016. Na okruhu ATP Tour vyhrál osm deblových tituly včetně Citi Open 2012, Swiss Indoors 2013 a Abierto Mexicano Telcel 2016 z kategorie ATP 500. Na grandslamu si zahrál semifinále ve čtyřhře Wimbledonu 2016 a v mixu Australian Open 2016. Daný ročník startoval i na deblovém Turnaji mistrů po boku Maxe Mirného. Na túře ATP se naposledy představil s Marcosem Gironem v kvalifikaci čtyřhry srpnového Mubadala Citi DC Open 2023 v rodném Washingtonu, D.C.[29][21]
- John Isner (* 26. dubna 1985 Greensboro, Spojené státy americké), profesionál od roku 2007, na singlovém žebříčku ATP nejvýše figuroval na 8. místě v červenci 2018 a ve čtyřhře na 14. místě během července 2022. Na okruhu ATP Tour vyhrál šestnáct titulů ve dvouhře a osm ve čtyřhře včetně šesti trofejí na Atlanta Open a čtyř na Hall of Fame Open. Na grandslamu si zahrál singlové semifinále Wimbledonu 2018, časem 6:36 hodiny nejdelší ve wimbledonské historii, čtvrté nejdelší utkání v historii a druhé nejdelší v All Engand Clubu. Již na úvod Wimbledonu 2010 svedl proti Mahutovi nejdelší zápas tenisové historie, který získal po třídenním průběhu a 11 hodinách a 5 minutách hry. Během kariéry byl s 208 cm druhým nejvyšším hráčem po Karlovićovi a historický rekordman s 1 470 zahranými esy. Na Dallas Open 2023 vyhrál jako první tenista 500. tiebreak. Na londýnské letní olympiadě 2012 se probojoval do čtvrtfinále. S Mattekovou-Sandsovou vytvořil vítězné americké družstvo na Hopman Cupu 2011. Kariéru zavřel na US Open 2023, kde nastoupil do dvouhry i čtyřhry.[30]
- Bradley Klahn (* 20. srpna 1990 Poway, Spojené státy americké), profesionál od roku 2012, na singlovém žebříčku ATP nejvýše figuroval na 63. místě v březnu 2014 a ve čtyřhře na 131. místě v témže datu. Na okruhu ATP Tour nevyhrál žádný turnaj. V rámci challengerů získal osm titulů ve dvouhře i čtyřhře. Na singlovém grandslamu nepřekročil druhé kolo a maximum dosáhl třetím kolem ve čtyřhře US Open 2014. Profesionální dráhu ukončil na srpnovém challengeru Golden Gate Open 2023 ve Stanfordu.[31]
- Feliciano López (* 20. září 1981 Toledo, Španělsko), profesionál od roku 1997, na singlovém žebříčku ATP nejvýše figuroval na 12. místě v březnu 2015 a ve čtyřhře na 9. místě během listopadu 2016. Na okruhu ATP Tour vyhrál sedm titulů ve dvouhře a šest ve čtyřhře. Do čtvrtfinále grandslamu se třikrát probojoval ve Wimbledonu a jednou na US Open. S Marcem Lópezem zvítězil ve čtyřhře French Open 2016 a odešel poražen z finále US Open 2017. V letech 2008, 2009, 2011 a 2019 se stal členem španělského vítězného týmu v Davisově poháru. V deblové soutěži letní olympiády 2012 prohrál s Davidem Ferrerem zápas o bronzovou medaili. Na začátku ledna 2023 oznámil, že odehraje poslední profesionální sezónu.[32][33]
- Guido Pella (* 17. května 1990 Bahía Blanca, Argentina), profesionál od roku 2007, na singlovém žebříčku ATP nejvýše figuroval na 20. místě v srpnu 2019 a ve čtyřhře na 55. místě během července téhož roku. Na okruhu ATP Tour vyhrál jednut trofej na Brasil Open 2019 a z předchozích čtyř finále odešel poražen. Na grandslamu si zahrál singlové čtvrtfinále Wimbledonu 2019 a ve čtyřhře semifinále French Open 2019. V Davis Cupu 2016 byl členem vítězného týmu Argentinců, kteží získali „salátovou mísu“ jako první jihoamerický stát. Kariéru uzavřel na US Open 2023.[34]
- Jack Sock (* 25. září 1992 Lincoln, Spojené státy americké), profesionál od roku 2011, na singlovém žebříčku ATP nejvýše figuroval na 8. místě v listopadu 2017 a ve čtyřhře na 2. místě během září 2018. Na okruhu ATP Tour vyhrál čtyři tituly ve dvouhře, včetně Paris Masters 2017, a sedmnáct ve čtyřhře i se čtyřmi Mastersy. Na deblovém grandslamu triumfoval ve Wimbledonu 2014 i 2018 a také na US Open 2018. Trofej ze smíšené čtyřhry si odvezl z US Open 2011. Po boku Mattekové-Sandsové se stal olympijským vítězem v mixu riodejaneirských letních her 2016. S Vandewegheovou vytvořil americký tým, jenž si zahrál finále Hopman Cupu 2017. Zvítězil rovněž na juniorce US Open 2010 a do semifinále se probojoval na Turnaji mistrů 2017. Poslední turnaj odehrál na US Open 2023, se závěrečným duelem ve smíšené čtyřhře po boku šampionky z dvouhry Gauffové.[35]
- Pedro Sousa (* 27. května 1988 Lisabon, Portugalsko), profesionál od roku 2007, na singlovém žebříčku ATP nejvýše figuroval na 99. místě v únoru 2019 a ve čtyřhře na 241. místě během července 2013. Na okruhu ATP Tour nevyhrál žádný turnaj, když odešel poražen z jediného kariérního finále na Argentina Open 2020. Osm singlových titulů získal na challengerech. Na singlovém grandslamu si zahrál jen čtyři hlavní soutěže, v nichž vypadl vždy v úvodním kole. Portugalsko reprezentoval na odložené olympiádě 2020 v Tokiu, kde skončil v prvních kolech singlové i deblové soutěže. Tenisovou dráhu uzavřel v říjnu 2023 challengeru v rodném Lisabonu,[36] kde ve druhé fázi podlehl krajanu Joãu Sousovi.[37]
- Júiči Sugita (* 18. září 1988 Sendai, Japonsko), profesionál od roku 2006, na singlovém žebříčku ATP nejvýše figuroval na 36. místě v říjnu 2017 a ve čtyřhře na 363. místě během srpna 2014. Na okruhu ATP Tour vyhrál travnatý Antalya Open 2017. Na grandslamu nepřekročil druhá kola. Na Hopman Cupu 2018 si zahrál skupinovou fázi, když vytvořil japonský tým s Naomi Ósakaovou. Do druhého kola postoupil na riodejaneirské olympiádě 2016. Do poslední kvalifikace nastoupil na březnovém BNP Paribas Open 2023 v Indian Wells. Ukončení kariéry oznámil v červenci 2023.[38]
- Mikael Ymer (* 9. září 1998 Skövde, Švédsko), profesionál od roku 2015, na singlovém žebříčku ATP nejvýše figuroval na 50. místě v dubnu 2023 a ve čtyřhře na 187. místě během října 2017. Na okruhu ATP Tour vyhrál s bratrem Eliasem Ymerem čtyřhru Stockholm Open 2016 a z finále dvouhry odešel poražen na Winston-Salem Open 2021. Na třech grandslamech, vyjma US Open, se probojoval do třetího kola. Kvůli zmeškání tří dopingových kontrol byl v červenci 2023 suspendován na 18 měsíců. V důsledku nesouhlasu s vyměřením trestem, ukončil o měsíc později kariéru již ve 24 letech.[39]

## Rozpis bodů
Tabulka přidělovaných bodů hráčům na turnajích okruhu ATP Tour 2023.
| ATP Tour 2023                                                                                                | ATP Tour 2023         | ATP Tour 2023                             | ATP Tour 2023                             | ATP Tour 2023                                                                               | ATP Tour 2023                                                                               | ATP Tour 2023                                                                               | ATP Tour 2023                                                                               | ATP Tour 2023                                                                               | ATP Tour 2023                                                                               | ATP Tour 2023                                                                               | ATP Tour 2023                                                                               | ATP Tour 2023                                                                               | ATP Tour 2023 | ATP Tour 2023 |
| ↓kategorie / fáze→                                                                                           | vítězové              | finalisté                                 | semifinalisté                             | čtvrtfinalisté                                                                              | 16 v kole                                                                                   | 32 v kole                                                                                   | 64 v kole                                                                                   | 128 v kole                                                                                  | QV                                                                                          | Q3                                                                                          | Q2                                                                                          | Q1                                                                                          |               |               |
| --- | --------------------- | ----------------------------------------- | ----------------------------------------- | ------------------------------------------------------------------------------------------- | ------------------------------------------------------------------------------------------- | ------------------------------------------------------------------------------------------- | ------------------------------------------------------------------------------------------- | ------------------------------------------------------------------------------------------- | ------------------------------------------------------------------------------------------- | ------------------------------------------------------------------------------------------- | ------------------------------------------------------------------------------------------- | ------------------------------------------------------------------------------------------- | ------------- | ------------- |
| Grand Slam (128Č)                                                                                            | 2000                  | 1200                                      | 720                                       | 360                                                                                         | 180                                                                                         | 90                                                                                          | 45                                                                                          | 10                                                                                          | 25                                                                                          | 16                                                                                          | 8                                                                                           | 0                                                                                           |               |               |
| Grand Slam (64Č)                                                                                             | 2000                  | 1200                                      | 720                                       | 360                                                                                         | 180                                                                                         | 90                                                                                          | 0                                                                                           | –                                                                                           | 25                                                                                          | –                                                                                           | 0                                                                                           | 0                                                                                           |               |               |
| ATP Finals (8D/8Č)                                                                                           | 1500 (max) 1100 (min) | 1000 (max) 600 (min)                      | 600 (max) 200 (min)                       | 200 za každou výhru v základní skupině, +400 za výhru v semifinále, +500 za výhru ve finále | 200 za každou výhru v základní skupině, +400 za výhru v semifinále, +500 za výhru ve finále | 200 za každou výhru v základní skupině, +400 za výhru v semifinále, +500 za výhru ve finále | 200 za každou výhru v základní skupině, +400 za výhru v semifinále, +500 za výhru ve finále | 200 za každou výhru v základní skupině, +400 za výhru v semifinále, +500 za výhru ve finále | 200 za každou výhru v základní skupině, +400 za výhru v semifinále, +500 za výhru ve finále | 200 za každou výhru v základní skupině, +400 za výhru v semifinále, +500 za výhru ve finále | 200 za každou výhru v základní skupině, +400 za výhru v semifinále, +500 za výhru ve finále | 200 za každou výhru v základní skupině, +400 za výhru v semifinále, +500 za výhru ve finále |               |               |
| ATP Tour Masters 1000 (96D)                                                                                  | 1000                  | 600                                       | 360                                       | 180                                                                                         | 90                                                                                          | 45                                                                                          | 25                                                                                          | 10                                                                                          | 16                                                                                          | –                                                                                           | 8                                                                                           | 0                                                                                           |               |               |
| ATP Tour Masters 1000 (56D/48Č)                                                                              | 1000                  | 600                                       | 360                                       | 180                                                                                         | 90                                                                                          | 45                                                                                          | 10                                                                                          | –                                                                                           | 25                                                                                          | –                                                                                           | 16                                                                                          | 0                                                                                           |               |               |
| ATP Tour Masters 1000 (32Č)                                                                                  | 1000                  | 600                                       | 360                                       | 180                                                                                         | 90                                                                                          | 0                                                                                           | –                                                                                           | –                                                                                           | –                                                                                           | –                                                                                           | –                                                                                           | –                                                                                           |               |               |
| ATP Tour 500 (48Č)                                                                                           | 500                   | 300                                       | 180                                       | 90                                                                                          | 45                                                                                          | 20                                                                                          | 0                                                                                           | –                                                                                           | 10                                                                                          | –                                                                                           | 4                                                                                           | 0                                                                                           |               |               |
| ATP Tour 500 (32Č)                                                                                           | 500                   | 300                                       | 180                                       | 90                                                                                          | 45                                                                                          | 0                                                                                           | –                                                                                           | –                                                                                           | 20                                                                                          | –                                                                                           | 10                                                                                          | 0                                                                                           |               |               |
| ATP Tour 500 (16Č)                                                                                           | 500                   | 300                                       | 180                                       | 90                                                                                          | 0                                                                                           | –                                                                                           | –                                                                                           | –                                                                                           | 45                                                                                          | –                                                                                           | 25                                                                                          | 0                                                                                           |               |               |
| ATP Tour 250 (48Č)                                                                                           | 250                   | 150                                       | 90                                        | 45                                                                                          | 20                                                                                          | 10                                                                                          | 0                                                                                           | –                                                                                           | 5                                                                                           | –                                                                                           | 3                                                                                           | 0                                                                                           |               |               |
| ATP Tour 250 (32D/28Č)                                                                                       | 250                   | 150                                       | 90                                        | 45                                                                                          | 20                                                                                          | 0                                                                                           | –                                                                                           | –                                                                                           | 12                                                                                          | –                                                                                           | 6                                                                                           | 0                                                                                           |               |               |
| ATP Tour 250 (16Č)                                                                                           | 250                   | 150                                       | 90                                        | 45                                                                                          | 0                                                                                           | –                                                                                           | –                                                                                           | –                                                                                           | –                                                                                           | –                                                                                           | –                                                                                           | –                                                                                           |               |               |
| United Cup                                                                                                   | 500 (max)             | podrobný rozpis bodů, viz United Cup 2023 | podrobný rozpis bodů, viz United Cup 2023 | podrobný rozpis bodů, viz United Cup 2023                                                   | podrobný rozpis bodů, viz United Cup 2023                                                   | podrobný rozpis bodů, viz United Cup 2023                                                   | podrobný rozpis bodů, viz United Cup 2023                                                   | podrobný rozpis bodů, viz United Cup 2023                                                   | podrobný rozpis bodů, viz United Cup 2023                                                   | podrobný rozpis bodů, viz United Cup 2023                                                   | podrobný rozpis bodů, viz United Cup 2023                                                   | podrobný rozpis bodů, viz United Cup 2023                                                   |               |               |
| QV – vítěz kvalifikace, Q1–3 – 1. až 3. kolo kvalifikace, (xD/Č) – „x“ počet hráčů dvouhry/čtyřhry v soutěži |                       |                                           |                                           |                                                                                             |                                                                                             |                                                                                             |                                                                                             |                                                                                             |                                                                                             |                                                                                             |                                                                                             |                                                                                             |               |               |